# Corail
Cet article possède un paronyme, voir Korail.
« Coraux » redirige ici. Pour les articles homophones, voir Coro, Corot et Koro.
Pour les articles homonymes, voir Corail (homonymie).
Taxons concernés
Le terme corail désigne un certain nombre d'animaux marins appartenant à l'embranchement des cnidaires. Il est employé pour désigner le taxon des Scleractinia, les coraux durs bâtisseurs de récifs, mais aussi de nombreuses espèces comme le corail rouge, le corail bleu, mais aussi les coraux mous, les coraux cuir ou champignon, et d'autres taxons comme les antipathaires, regroupant les coraux noirs et coraux fouet ou fil de fer, et les Milleporidae, les coraux de feu.
Les coraux sont généralement des colonies de polypes qui vivent regroupées pour former des superorganismes partageant un squelette calcaire. Les coraux durs, « constructeurs de récifs », ont formé par accumulation de ces squelettes minéraux des récifs coralliens dont certains sont devenus les plus grandes structures complexes connues créées par des organismes vivants (les grandes barrières de corail).
Depuis quelques décennies, les populations de coraux se dégradent, notamment en raison du changement climatique, de la pollution marine et de la surpêche qui pourraient avoir développé la susceptibilité des coraux aux maladies. Plus de vingt maladies des coraux différentes ont été récemment décrites, seule une poignée d'entre elles sont comprises et ont des agents pathogènes isolés et caractérisés.

## Étymologie
Le terme français provient du latin coralium, du grec κοράλλιον / korállion, désignant déjà ces animaux. La première occurrence du mot « corail » dans la langue française est attestée au XVe siècle, et la racine gréco-latine s'est répandue dans toutes les langues européennes jusqu'au russe.
Selon Pline l'ancien ce nom viendrait du mode de ramassage du corail, au ciseau (κουρά / kourá, « tonte »).

## Histoire naturaliste

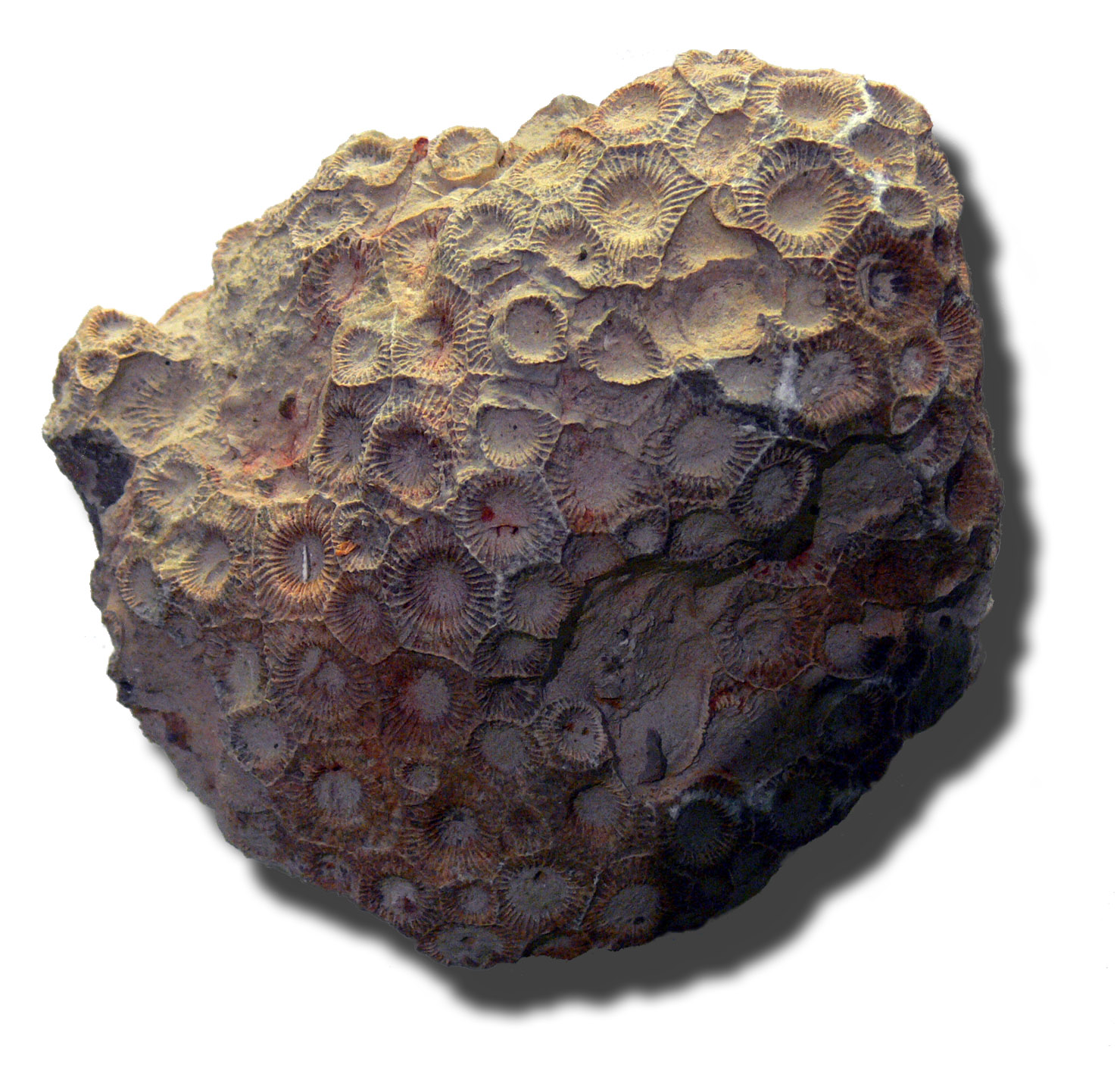
Comme en témoignent les fossiles, les coraux ont colonisé les mers il y a plusieurs centaines de millions d'années, y constituant l'un des puits de carbone les plus importants. Ce fossile d’Hexagonaria mirabilis trouvé à Ferques (Nord-Pas-de-Calais) provient de l'étage Frasnien du Dévonien. (Collection C. Loones, musée d'Histoire naturelle de Lille).

D'abord présenté comme une pierre arborescente, les pêcheurs et naturalistes savaient cependant que le corail a la faculté de grandir, et son origine vivante a rarement été remise en cause. 
Aristote regroupe dans les « orties de mer » les Acalèphes (méduses) et les Coralliaires (comprenant notamment les coraux et les anémones de mer). Au IIIe siècle av. J.-C., Théophraste (disciple et successeur d'Aristote) voit dans le corail rouge une plante pétrifiée et rapproche les coraux des pierres précieuses ; Ovide (43 av. J.-C., 17 apr. J.-C.) écrit dans ses Métamorphoses que ce sont des algues molles qui durcissent à l'air. Dioscoride les considère comme des plantes aquatiques.
Il convient toutefois de garder en tête à la lecture de ces versions le fait que la plupart des naturalistes antiques dont les textes nous sont parvenus étaient méditerranéens, et ne connaissaient donc principalement de première main que des coraux alcyonaires comme le corail rouge, très différent des coraux sclératiniaires des régions tropicales.
À la suite d'Aristote, l'intellectuel musulman Al-Biruni (973-1048) les classe (ainsi que les éponges) parmi les animaux, au motif qu'ils répondent au toucher.
Cependant, en occident, au Moyen Âge, le corail continue à être assimilé à une plante pierreuse et est classé dans les lithophytes (littéralement les « plantes-roches »). Selon une idée fort répandue à cette époque, son squelette est constitué à l'origine par du bois, avant d'être progressivement remplacé par du calcaire. Au début du XVIIe siècle, Luigi Ferdinando Marsigli observe encore ce qu'il prend pour des sortes de fleurs, qui s'y épanouissent quand on le maintient dans de bonnes conditions en aquarium. Le Français Jean-André Peyssonnel (1694-1759), jeune naturaliste disciple de Marsigli, médecin marseillais et botaniste du roi de France en Guadeloupe observant mieux ces « fleurs » en déduit ensuite qu'elles sont en fait des animaux.
Cette affirmation écrite en 1726 dans une lettre adressée au président de l'Académie des sciences (Dissertation sur le corail) est d'abord très discutée et même vivement attaquée par René-Antoine Ferchault de Réaumur et Bernard de Jussieu, avant d'être admise par tous à la suite d'une enquête par Jussieu et Guettard, et au traité de Peyssonel adressé à la Royal Society de Londres en 1750, résultat de 30 années d'observations. Georges-Louis Leclerc de Buffon tranche définitivement en déclarant : « Ainsi les plantes marines, que d’abord on avait mises au rang des minéraux, ont ensuite passé dans la classe des végétaux, et sont enfin demeurées pour toujours dans celle des animaux ». Cela n'empêche pas Carl von Linné, en bon botaniste, de placer encore les coraux dans l'ordre des Zoophyta (littéralement les « plantes-animaux »).
William Herschel apporte la preuve scientifique irréfutable grâce à l'observation au microscope : les fines membranes cellulaires du corail sont caractéristiques des eumétazoaires.
C'est Christian Gottfried Ehrenberg qui se fait le descripteur scientifique moderne du groupe des Anthozoa en 1831, alors que Gilbert Charles Bourne se charge des Scleractinia en 1900 (dans la sous-classe des Hexacorallia décrite par Ernst Haeckel en 1896), séparés des Gorgonacea (décrits par Lamouroux dès 1816), rangés parmi les Octocorallia, autre sous-classe décrite par Haeckel.
Le zoologiste Addison Emery Verrill, en créant en 1865 l'embranchement des Cnidaires, « confirme » la mythologie grecque selon laquelle le sang de Méduse (une des trois Gorgones) se transforme en corail rouge au contact des algues.

## Répartition géographique

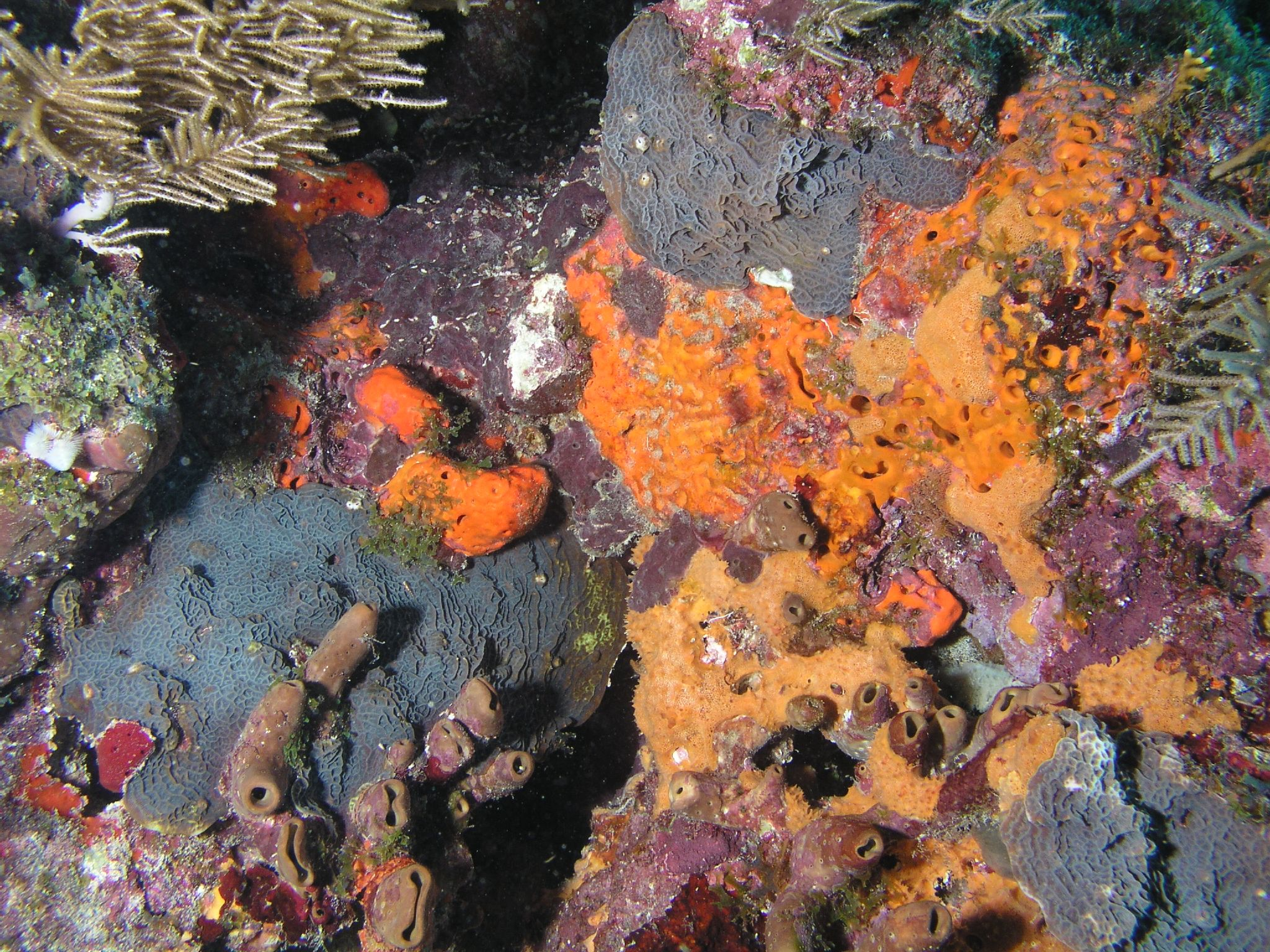
Les coraux vivent en compétition avec de nombreuses autres espèces, dont les algues et bactéries, mais aussi avec les éponges. La compétition est spatiale, mais aussi allélopathique.

Les colonies de coraux ont la propriété de contribuer à fortement construire leur environnement et leur habitat. Ils constituent eux-mêmes un habitat pour de très nombreuses autres espèces, et représentent donc des espèces fondatrices de premier plan.
Les quatre plus grands récifs coralliens du monde sont situés en Australie, en Nouvelle-Calédonie, au Belize et en Floride (parc national des Dry Tortugas). Cependant, celui qui devrait être le plus ancien est celui de la baie de Kimbe en Papouasie-Nouvelle-Guinée : il concentre 60 % de la biodiversité des espèces de coraux. Des pays comme l'Indonésie, les Philippines, les Maldives ou la Papouasie-Nouvelle-Guinée possèdent également des parts importantes des coraux mondiaux. La France, par ses régions d'outre-mer (Nouvelle-Calédonie, Polynésie Française, Mayotte...), concentre à elle seule pas moins de 10 % des coraux mondiaux, ce qui en fait le 4e pays corallien au monde (et le seul présent dans tous les océans). 
Le corail ne forme les célèbres récifs et atolls que dans les mers chaudes (entre les parallèles 30° nord et 30° sud, dans des eaux ne descendant jamais au-dessous de 20 °C). Cependant, certaines mers froides (large de la Scandinavie, de la Grande-Bretagne et de la péninsule Ibérique) hébergent aussi des récifs coralliens, qui sont des récifs dits « d'eau froide », profonds, à corail non photosynthétique et à développement extrêmement lent. Ces récifs sont très poissonneux, certainement la raison pour laquelle les marins du Nord connaissent leur existence depuis des siècles. Au large de la Nouvelle-Écosse, des chercheurs ont ainsi découvert récemment une trentaine d'espèces de coraux dits « d'eau froide » qui peuvent vivre jusqu'à sept kilomètres de profondeur. 
On trouve donc des récifs de coraux dans une grande variété d'habitats, des régions tropicales à la Mer du Nord, dans les mers chaudes d’Asie ou froides comme la Grande-Bretagne, de 0 à 4 000 mètres de profondeur, mais seuls les coraux tropicaux forment de grandes barrières et récifs à faible profondeur. Quelques espèces arrivent également à former des structures récifales de plus faibles dimensions en milieu subtropical voire tempéré, comme Cladocora caespitosa dans les parties les plus chaudes de la mer Méditerranée, à quelques mètres de profondeur.

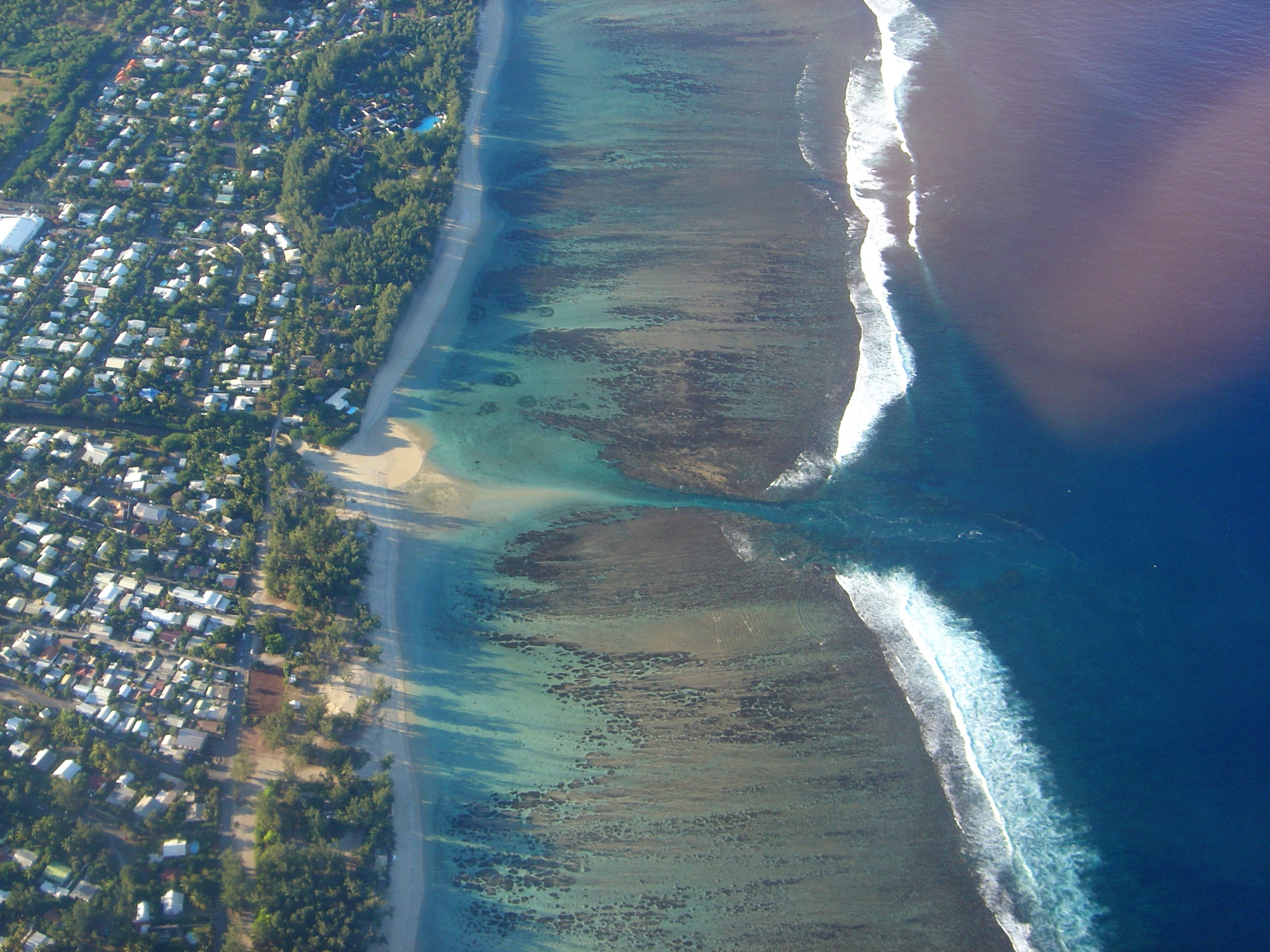
Récif frangeant à la plage de l'Ermitage (La Réunion).
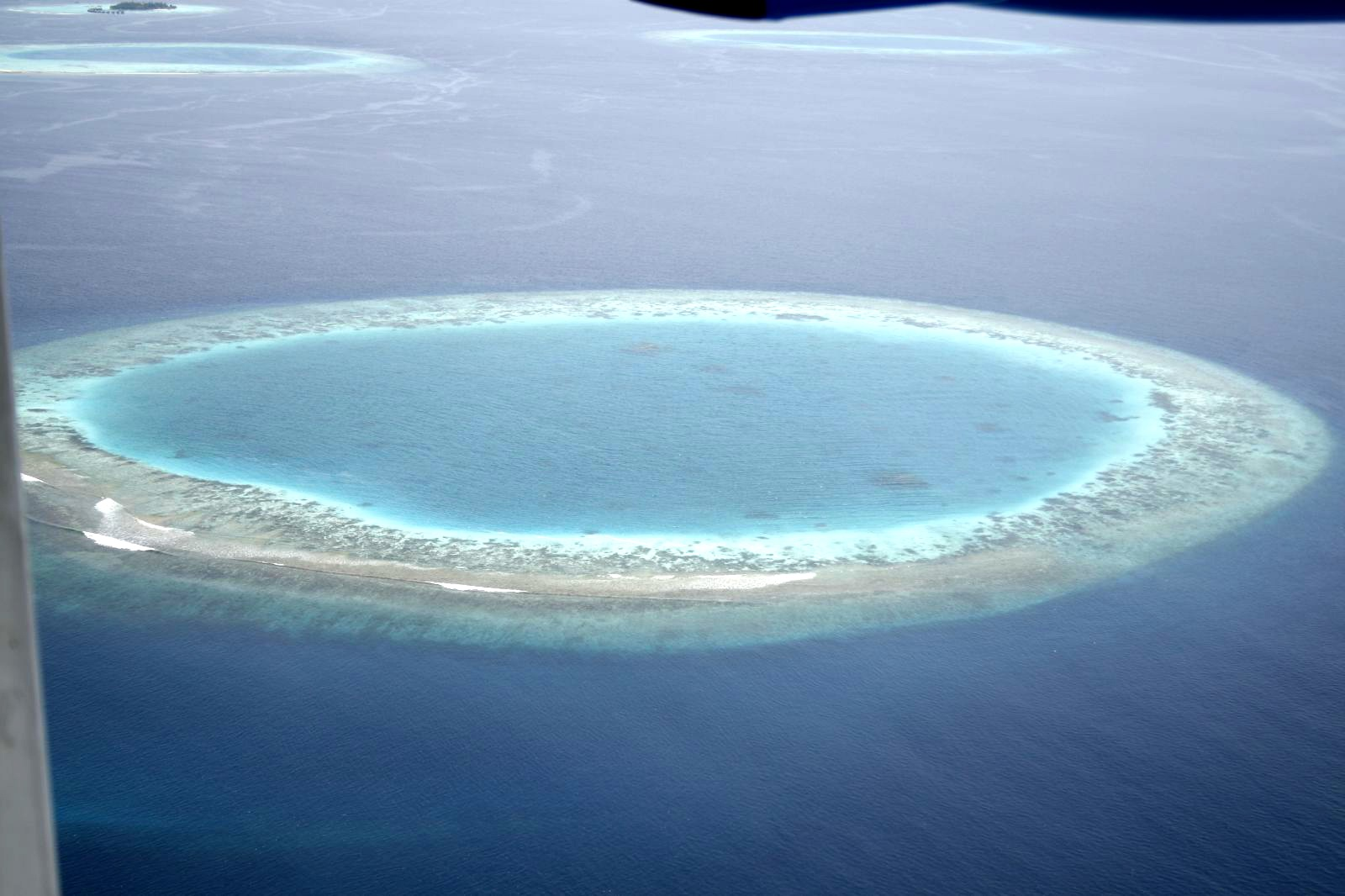
Un atoll corallien aux Maldives.
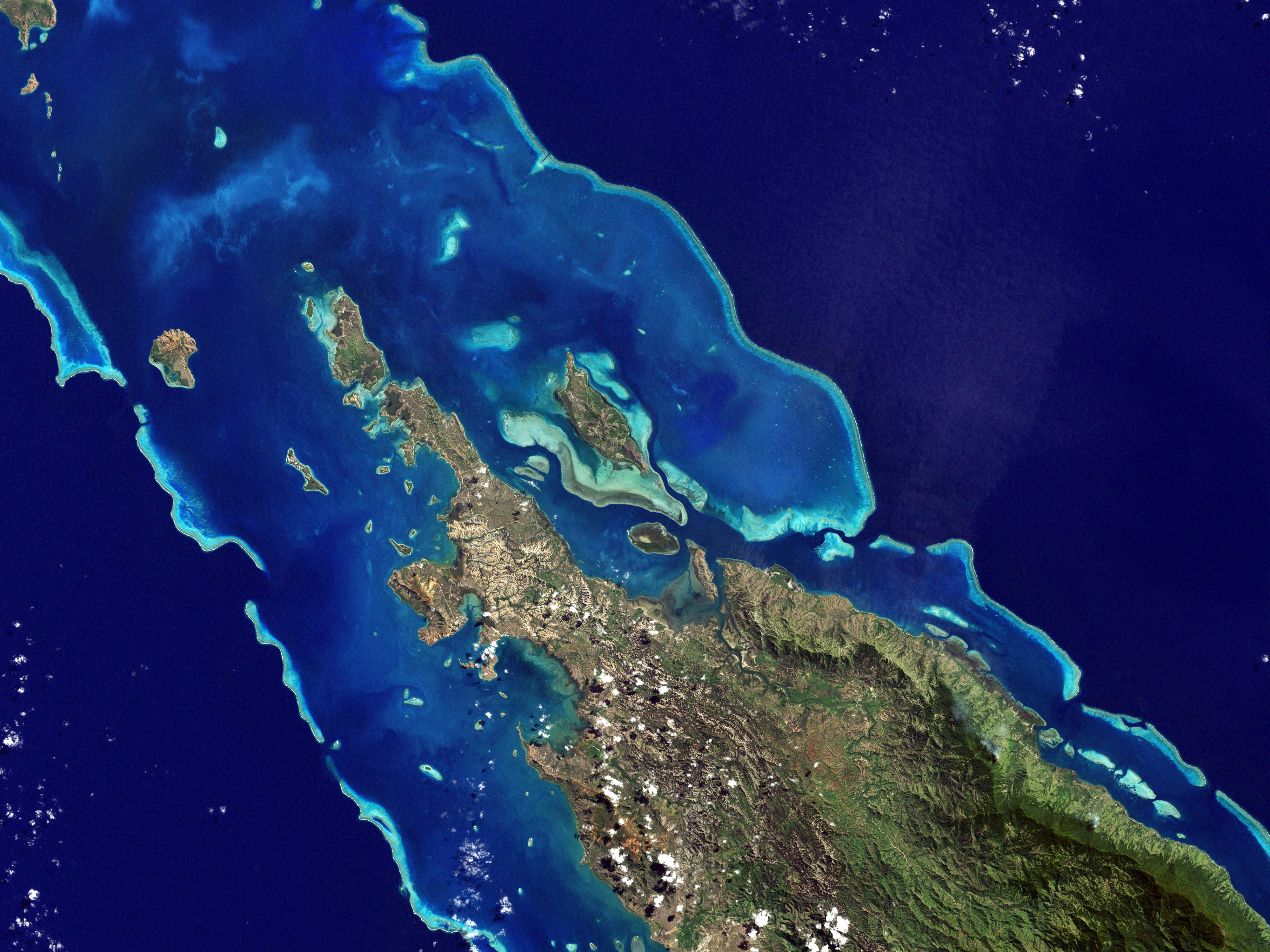
Récif barrière en Nouvelle-Calédonie.
Récif corallien d'eau froide (corail Lophelia pertusa), en grande profondeur.
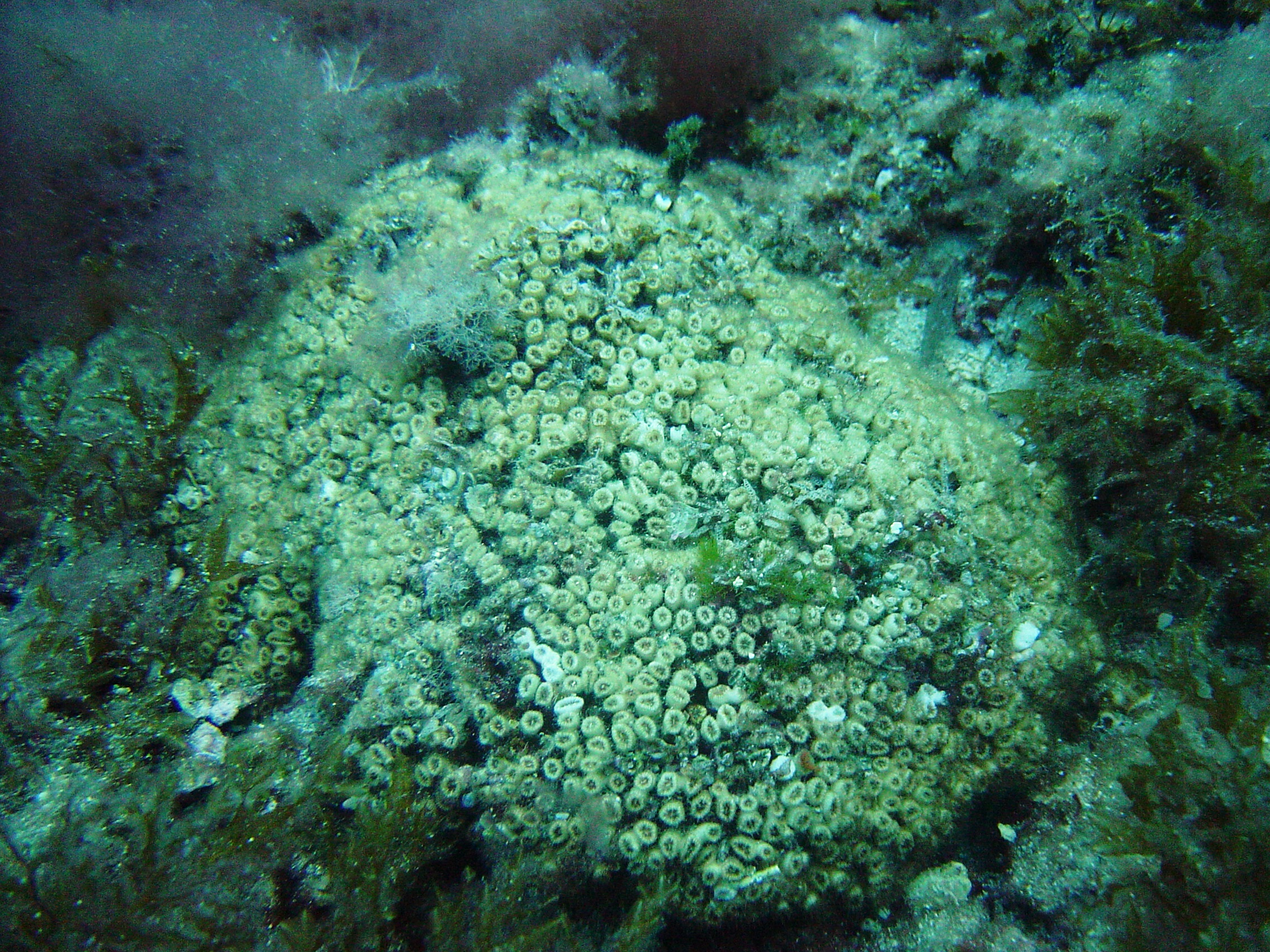
Cladocora caespitosa, unique espèce « récifale » de Méditerranée. Les structures qu'il forme demeurent cependant modestes.

## Taxons les plus courants

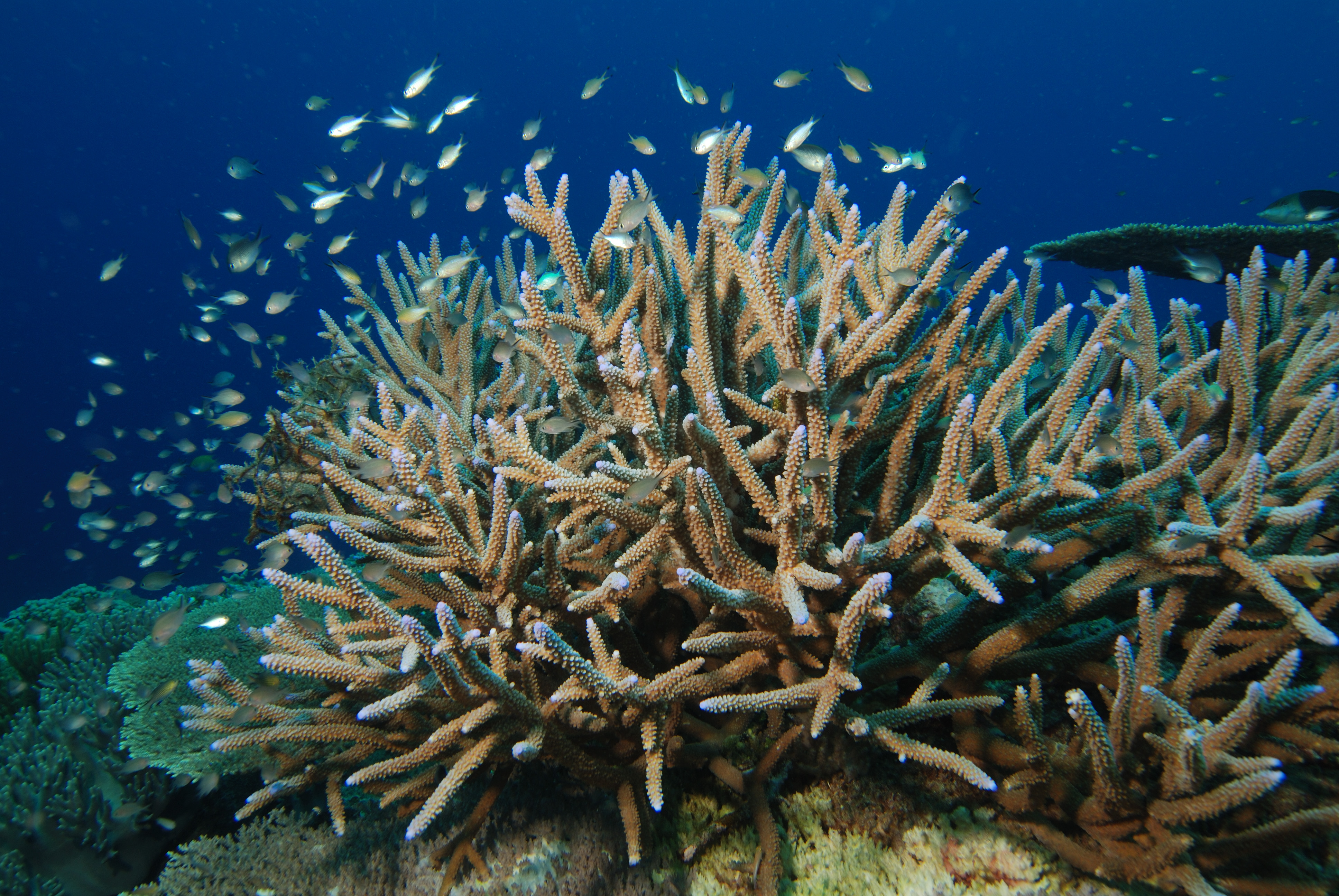
Acropora cervicornis, un corail sclératinaire.

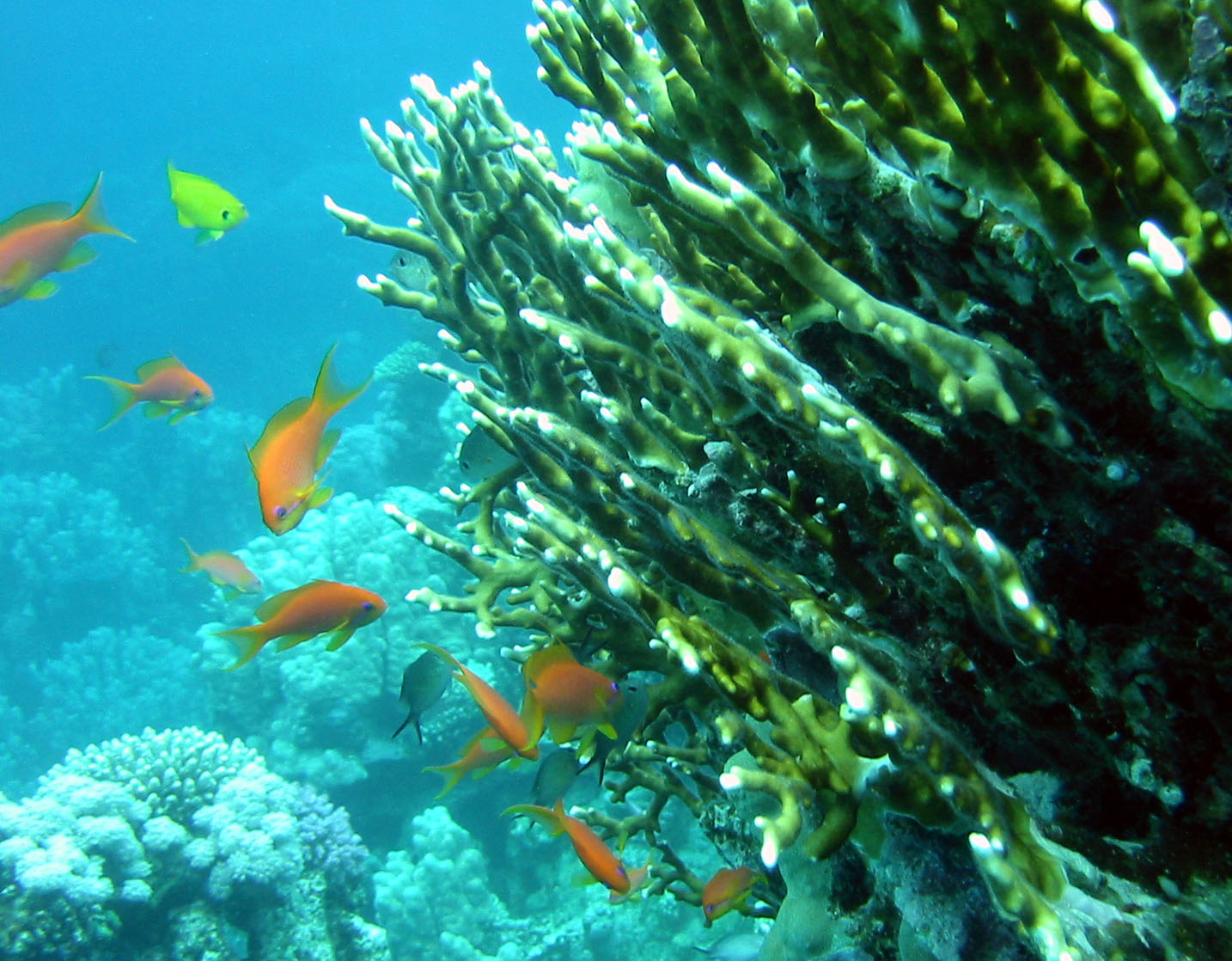
Corail de feu (Millepora sp.) en mer Rouge.

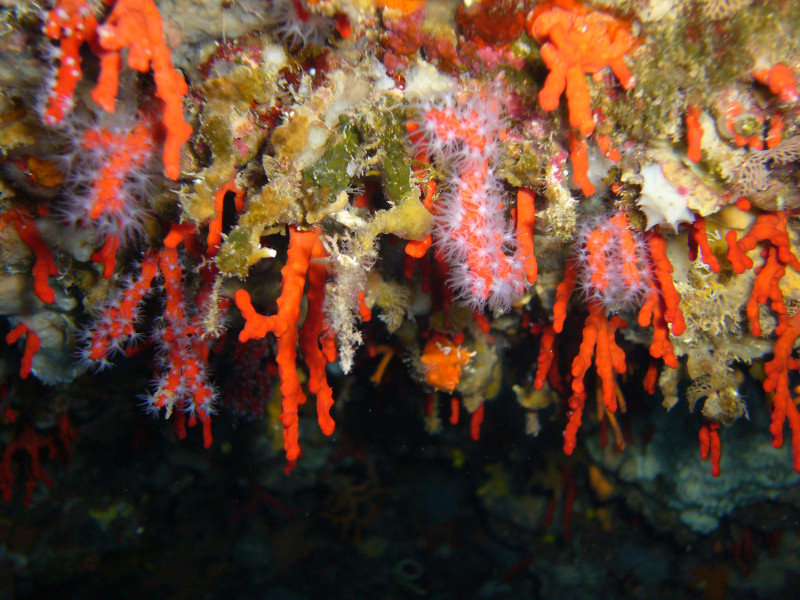
Le Corail rouge de Méditerranée (Corallium rubrum) est en réalité une gorgone.

Le mot corail est très ambigu, car il désigne des organismes marins appartenant tous à l'embranchement des Cnidaires, mais à des familles très différentes et dont les exigences écologiques sont, de ce fait, très dissemblables.
Si les scientifiques réservent généralement l'appellation de « corail » aux espèces de l'ordre des Scleractinia on désigne vulgairement sous ce terme générique une grande diversité de taxons appartenant à deux classes (ou super-classes) distinctes :
- Les Anthozoaires :
  - Zoanthaires (ou Hexacoralliaires) :
    - Les Scléractinaires (anciennement Madréporaires), encore appelés « coraux durs » car ce sont généralement des animaux coloniaux ayant un squelette minéralisé rigide. De formes et de tailles variées, ils sont très largement répandus dans les eaux côtières tropicales où ils forment des trottoirs (cas de la mer Rouge), des récifs frangeants (cas de La Réunion) des atolls (cas des îles polynésiennes) ou des barrières (cas de l'Australie). Ces colonies sont le plus souvent inféodées à des eaux très éclairées (la lumière étant nécessaire aux algues symbiotiques dont ils tirent une grande partie de leurs nutriments). Ces animaux aiment les eaux chaudes mais supportent mal une trop forte température ou des variations trop importantes du milieu et, surtout, une forte pollution qui entraînent leur mort rapide, précédée par un phénomène de blanchissement (le squelette calcaire devenant apparent). Ce sont les coraux stricto sensu.
    - Les Antipathaires ou « coraux noirs » (par exemple Antipathes subpinnata en Méditerranée et le nord-est de l'Atlantique).

  - Alcyonaires (ou Octocoralliaires) :
    - Les gorgonacés durs comme le « corail rouge » (Corallium rubrum) et les gorgones. Le célèbre corail rouge a généralement un exosquelette rouge vif, mais il peut parfois être plus clair, rose voire blanc, et est très exploité pour la joaillerie. Comme la plupart des gorgones, cette espèce ne nécessite pas de lumière pour croître et on la trouve soit dans des grottes sous-marines, soit à une certaine profondeur (jusqu'à plus de 100 m parfois), en particulier dans les eaux méditerranéennes et, notamment, celles du bassin occidental.
    - Le petit groupe des « coraux bleus » (Helioporacea), constitué de seulement trois espèces actuelles dont Heliopora coerulea.
    - Beaucoup d'Alcyonaires (notamment des Alcyoniidae et Nephtheidae), possédant des formes fixes érigées mais un squelette pas ou peu minéralisé, sont désignés par le terme générique de « coraux mous ».
- Les Hydrozoaires :
  - Les espèces du genre Millepora sont communément appelées coraux de feu (par exemple le corail de feu branchu Millepora alcicornis), en raison de leur fort pouvoir urticant. Cependant, malgré leur structure similaire les millepores ne sont des « coraux » que dans un sens très large, ce terme devant être réservé à des Anthozoaires : ce sont juste des hydrozoaires coloniaux développant un squelette calcaire (on peut parler de convergence évolutive).
  - Certaines autres espèces d'hydrozoaires coloniaux à exosquelette calcaire du groupe des Filifera sont parfois aussi appelés coraux, comme les « coraux nobles » de la famille des Stylasteridae.
- Encore plus abusivement, ce terme est parfois employé pour désigner certaines algues de l'ordre des Corallinales, qui peuvent elles aussi constituer un squelette calcaire érigé (voire des récifs dans certains cas) : cependant ce ne sont pas des cnidaires (et même pas des animaux), et l'usage de l'appellation « corail » est trompeuse s'agissant de végétaux (on parlera plus justement d'algues calcaires ou encroûtantes, « Crustose Coralline Algae » (CCA) en anglais).

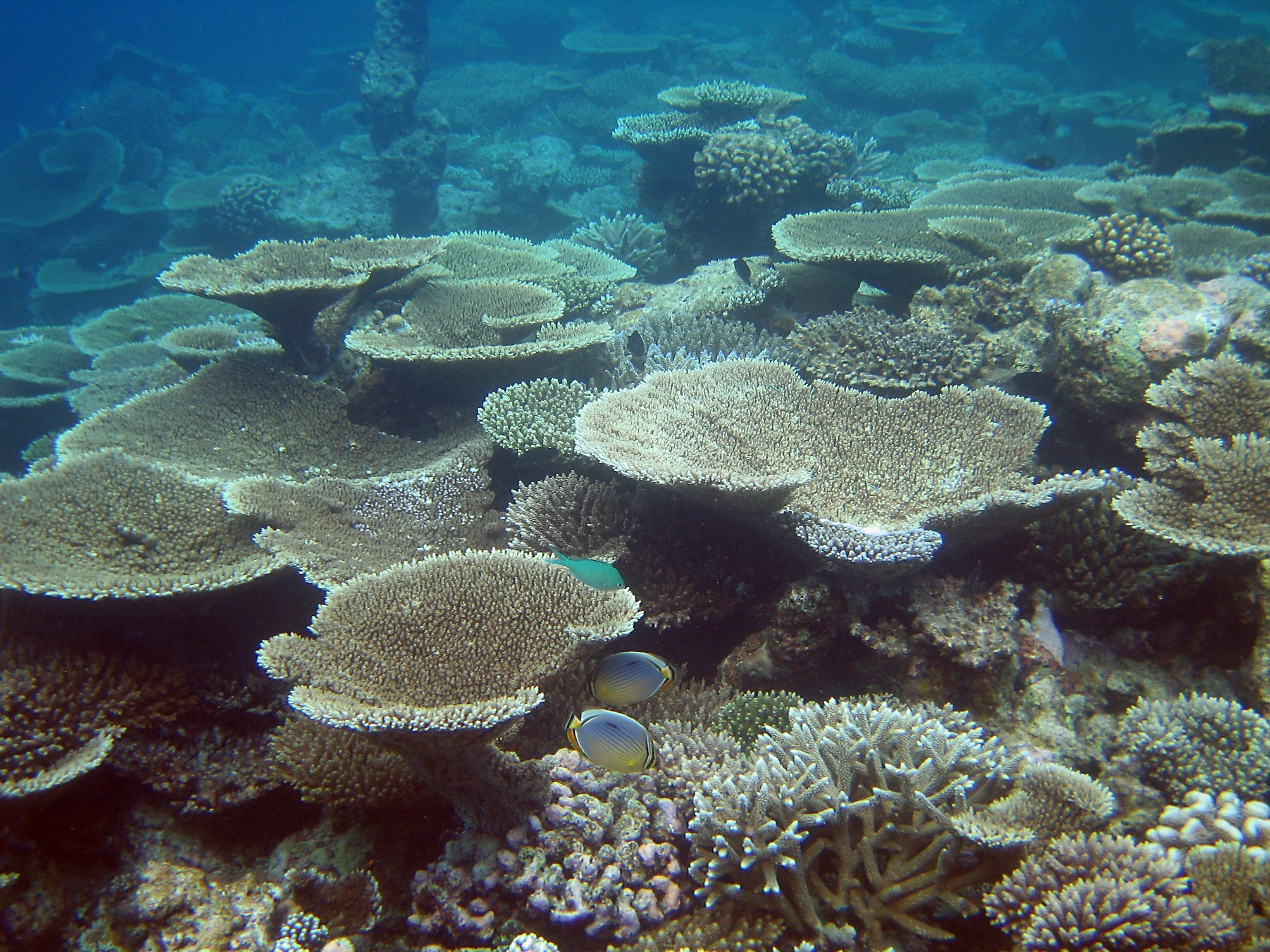
Colonies d'Acropora cytherea, un scléractinaire (« vrai corail »)
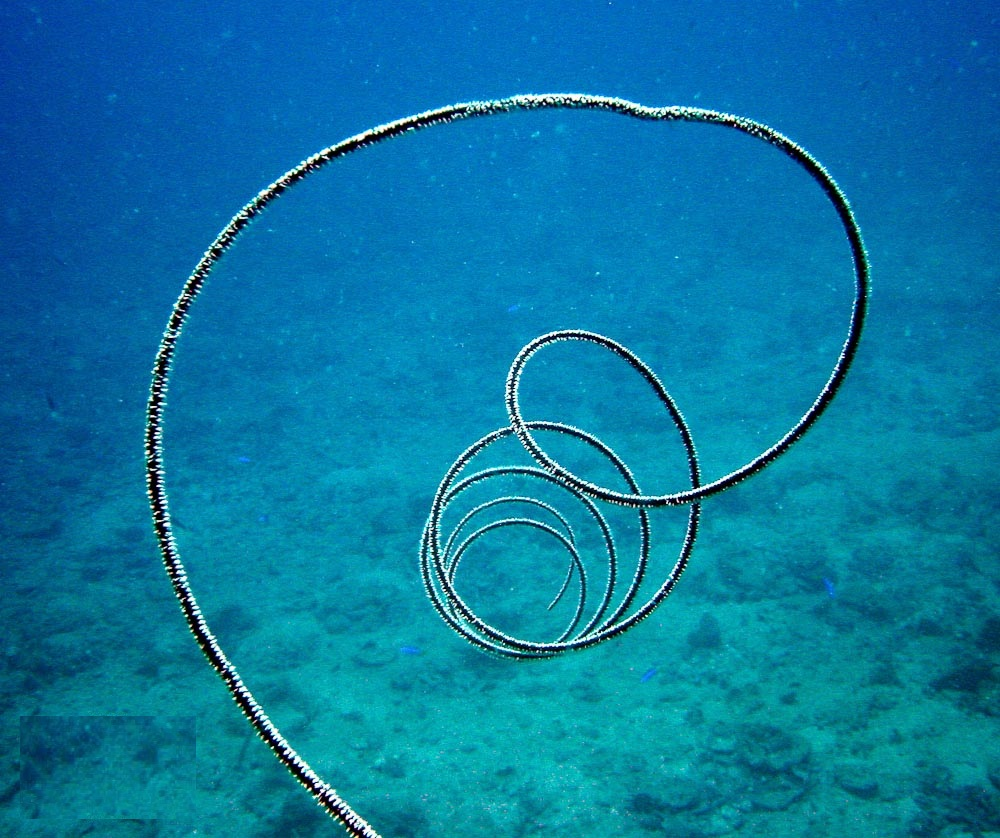
Cirrhipathes sp., un « corail noir »
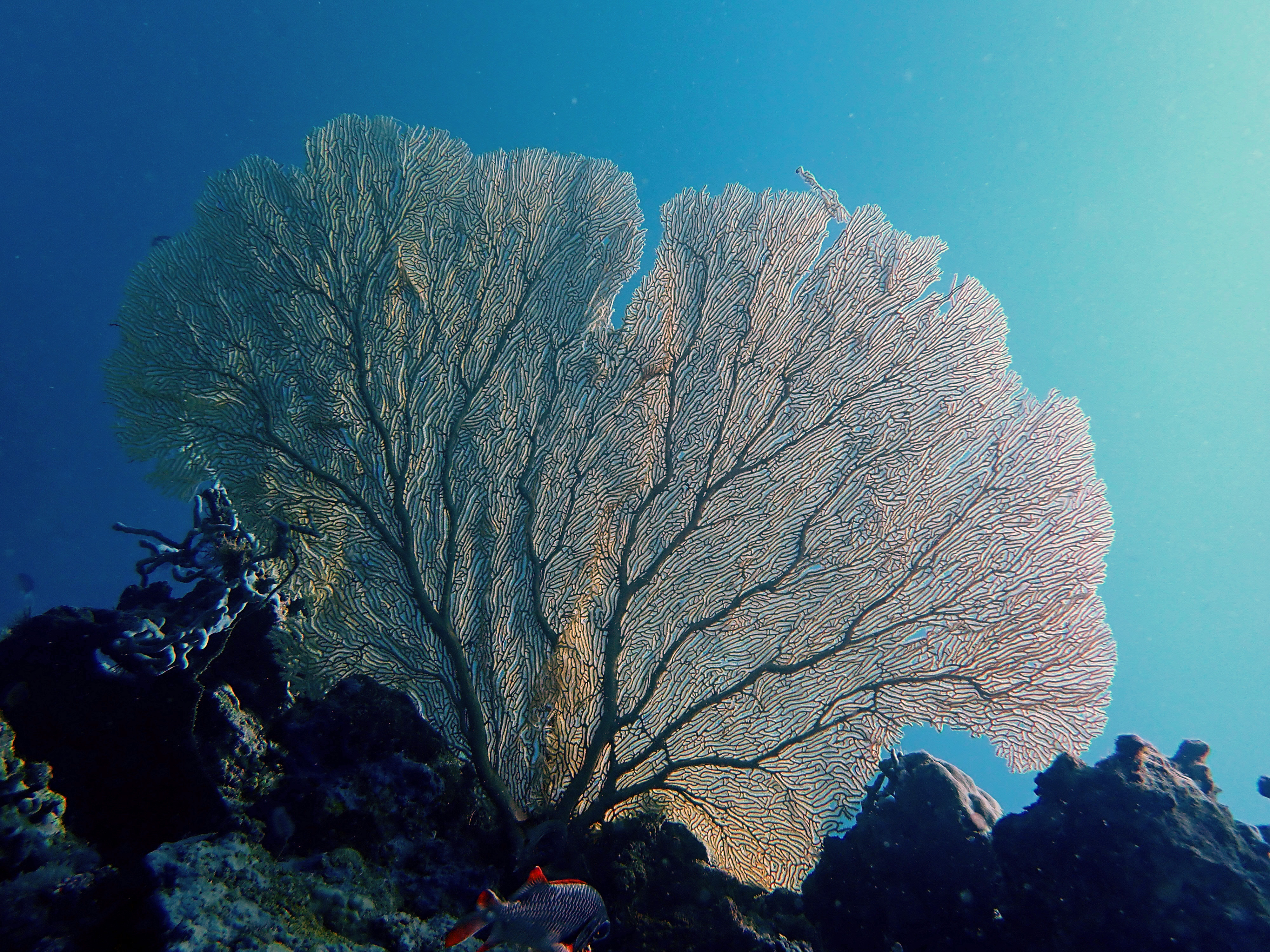
Annella mollis, une gorgone
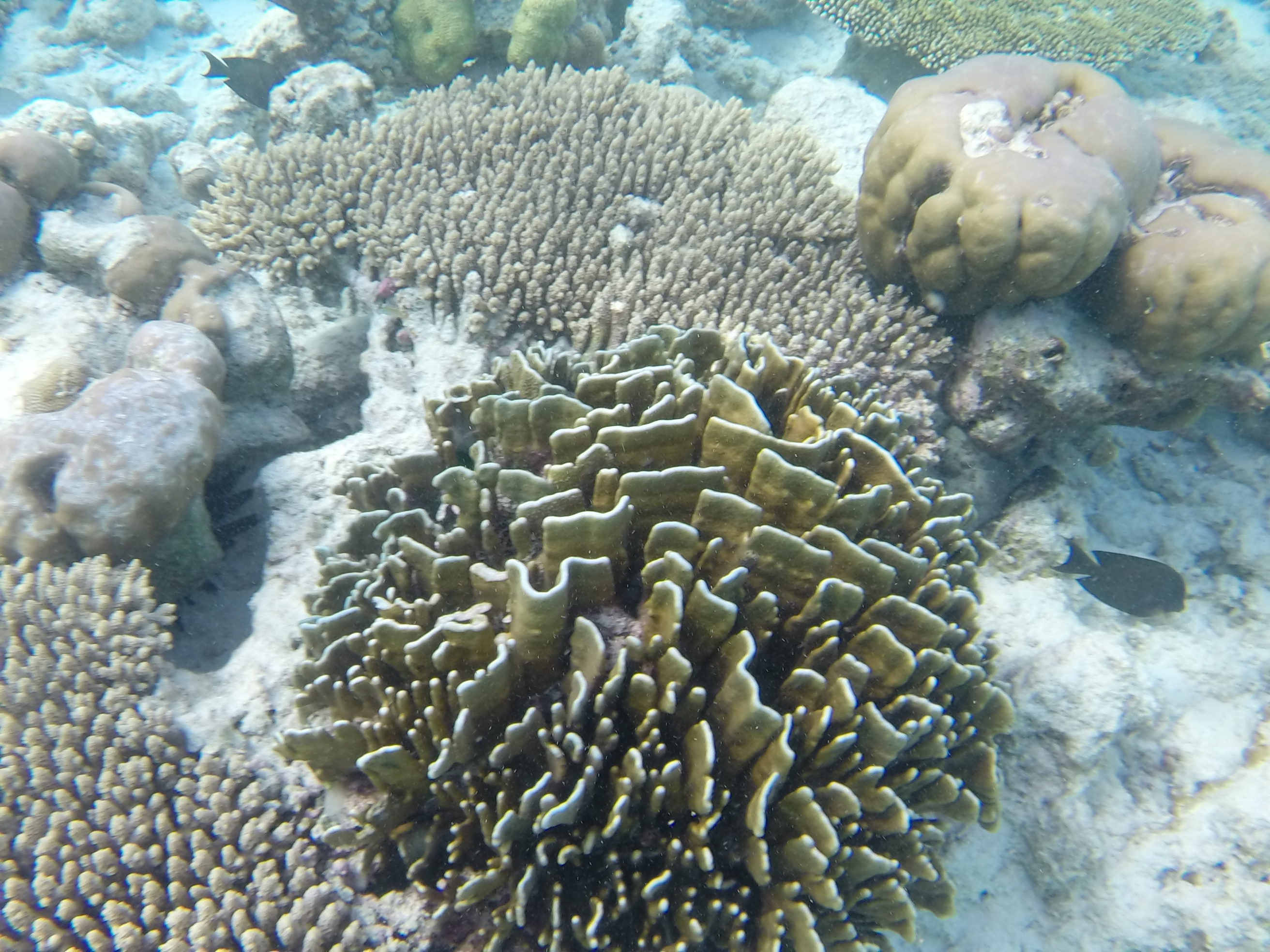
Heliopora coerulea, un « corail bleu »
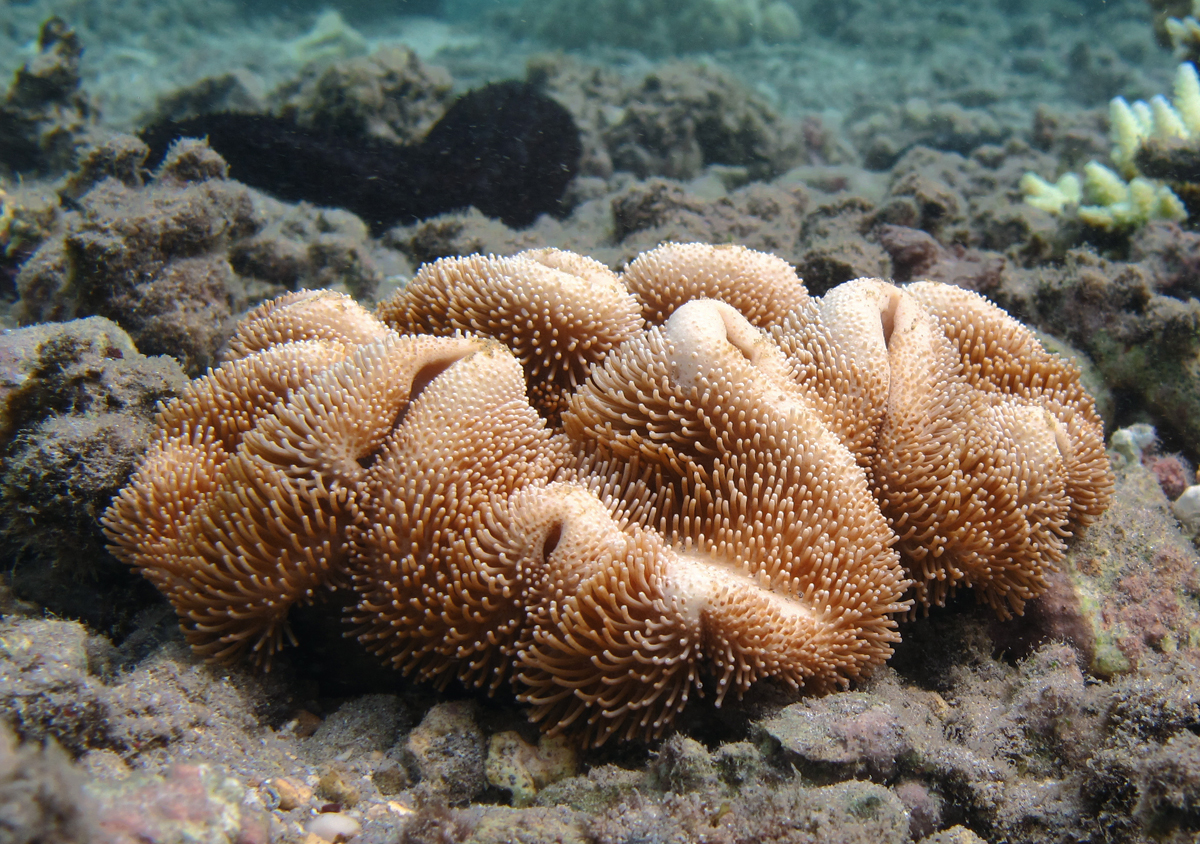
Sarcophyton trocheliophorum, un « corail mou »
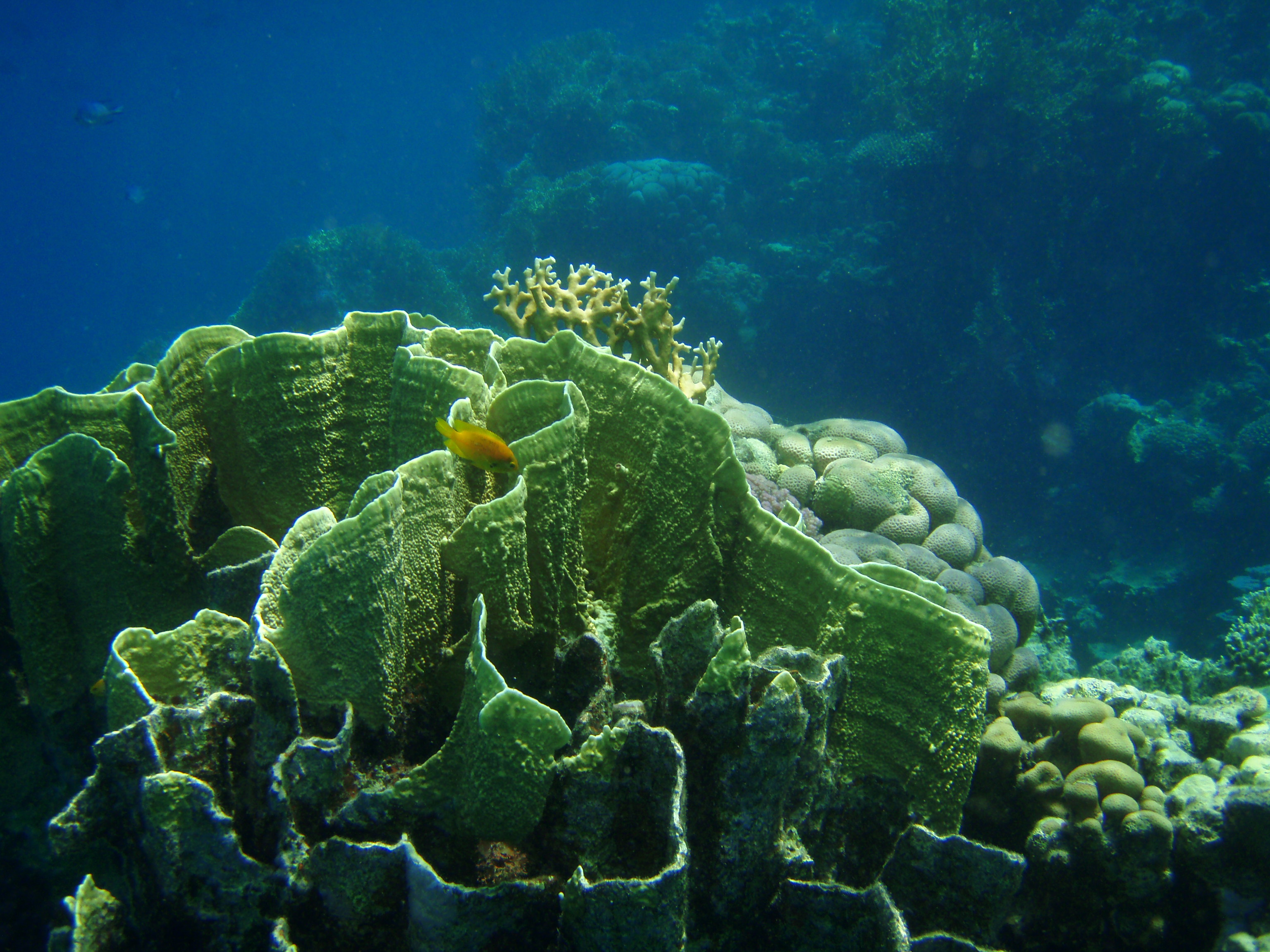
Millepora platyphylla, un « corail de feu »
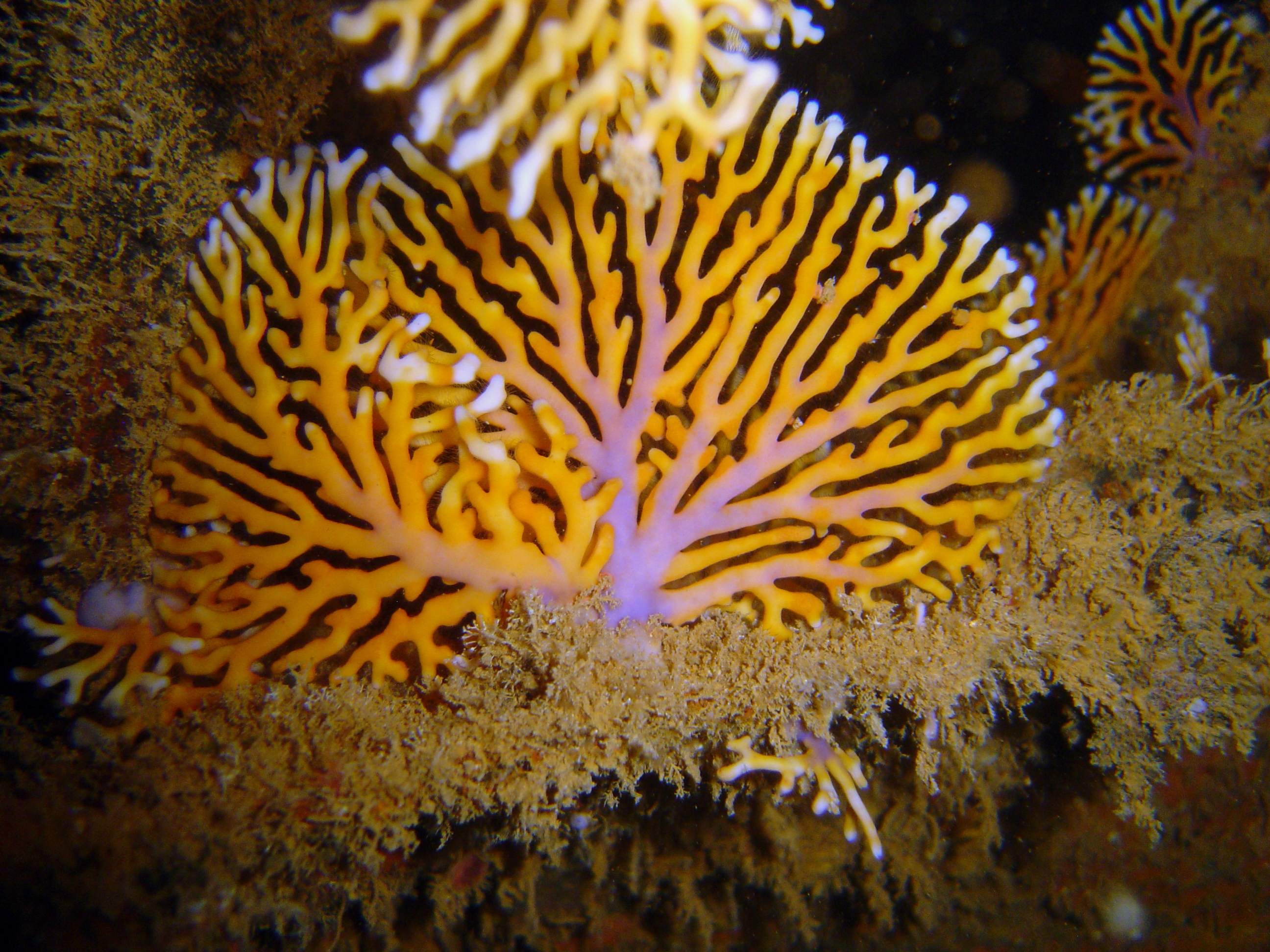
Distichopora sp., un « corail noble » (hydrocorail)

## Formes

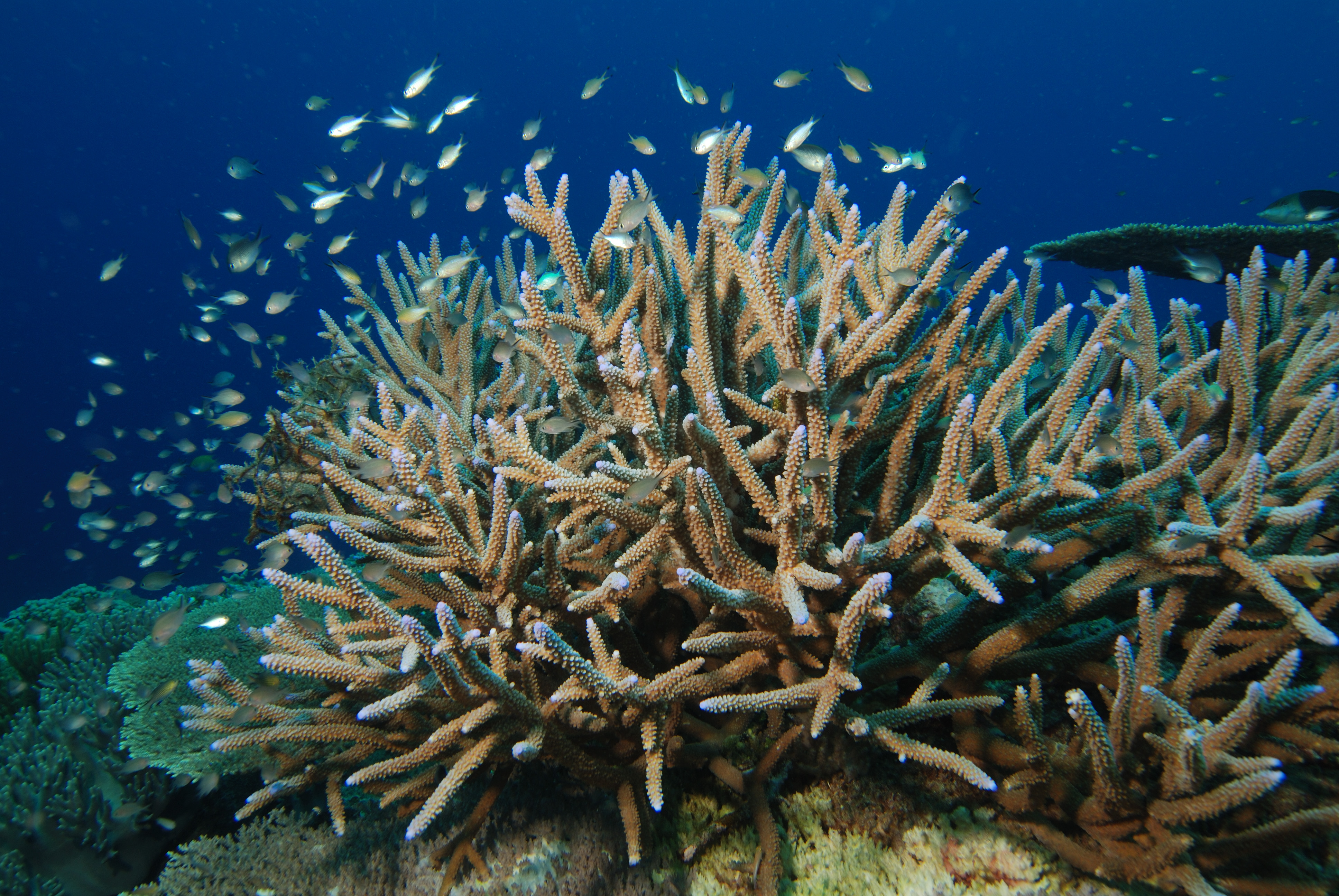
Corail branchu dans les milieux peu profonds (Corail corne de cerf).
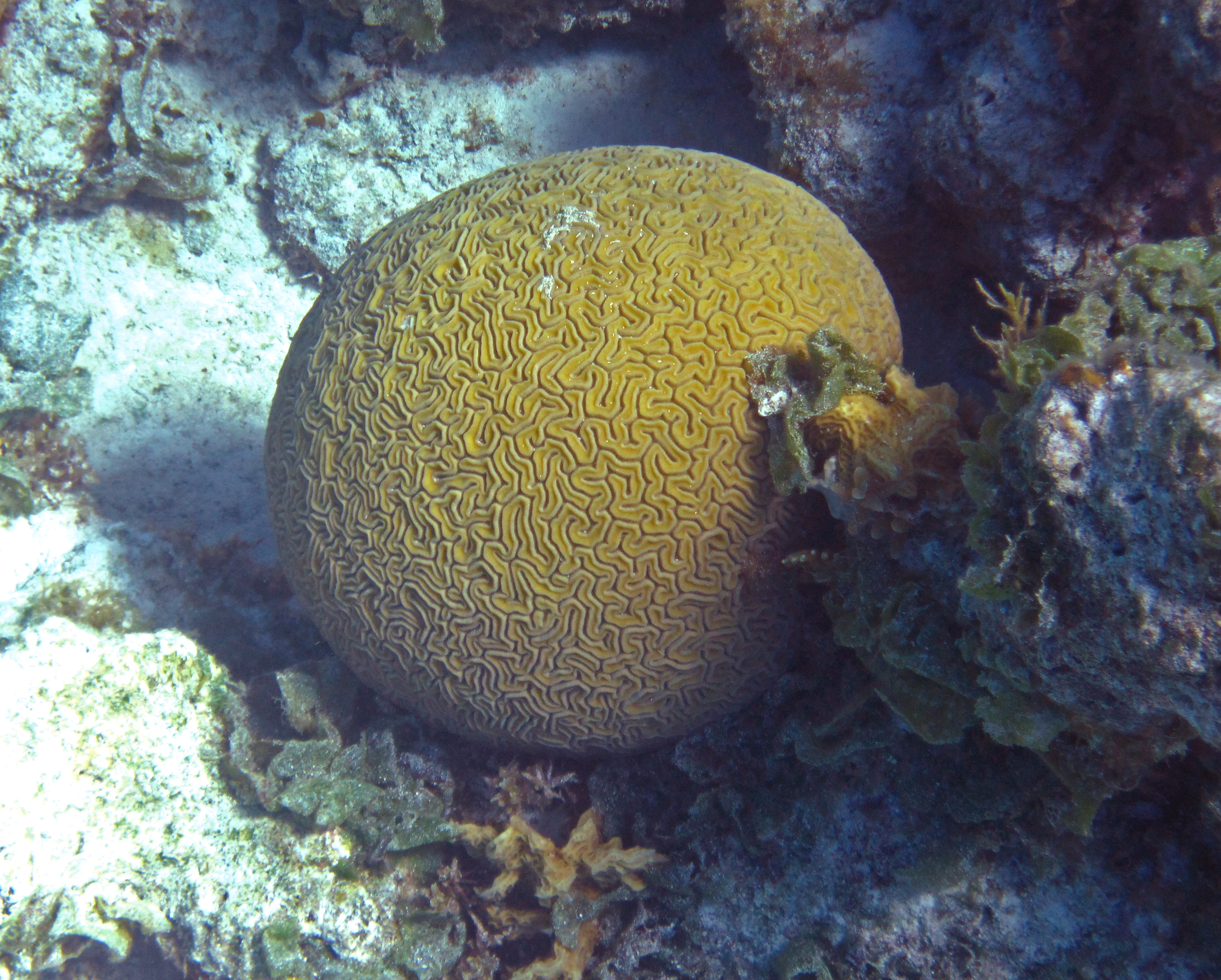
Corail massif dans les zones faiblement agitées (Corail-cerveau labyrinthe)[12].
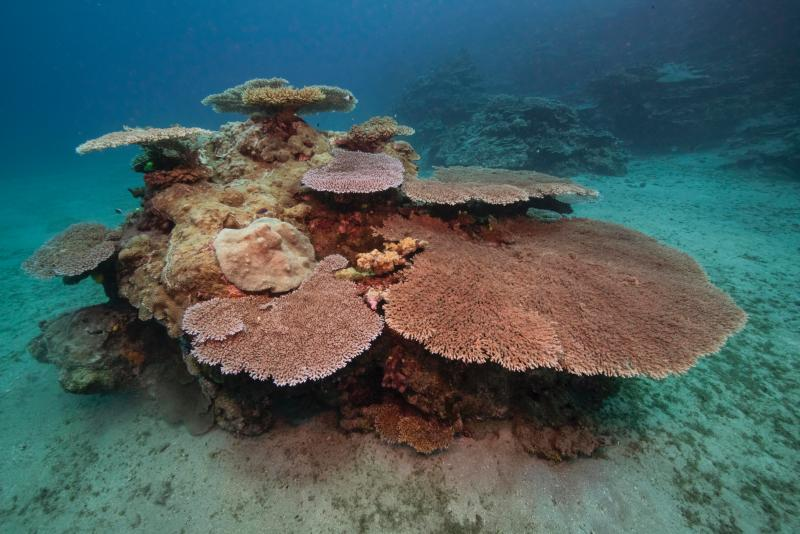
Corail tabulaire en profondeur (Acropora hyacinthus)[13].
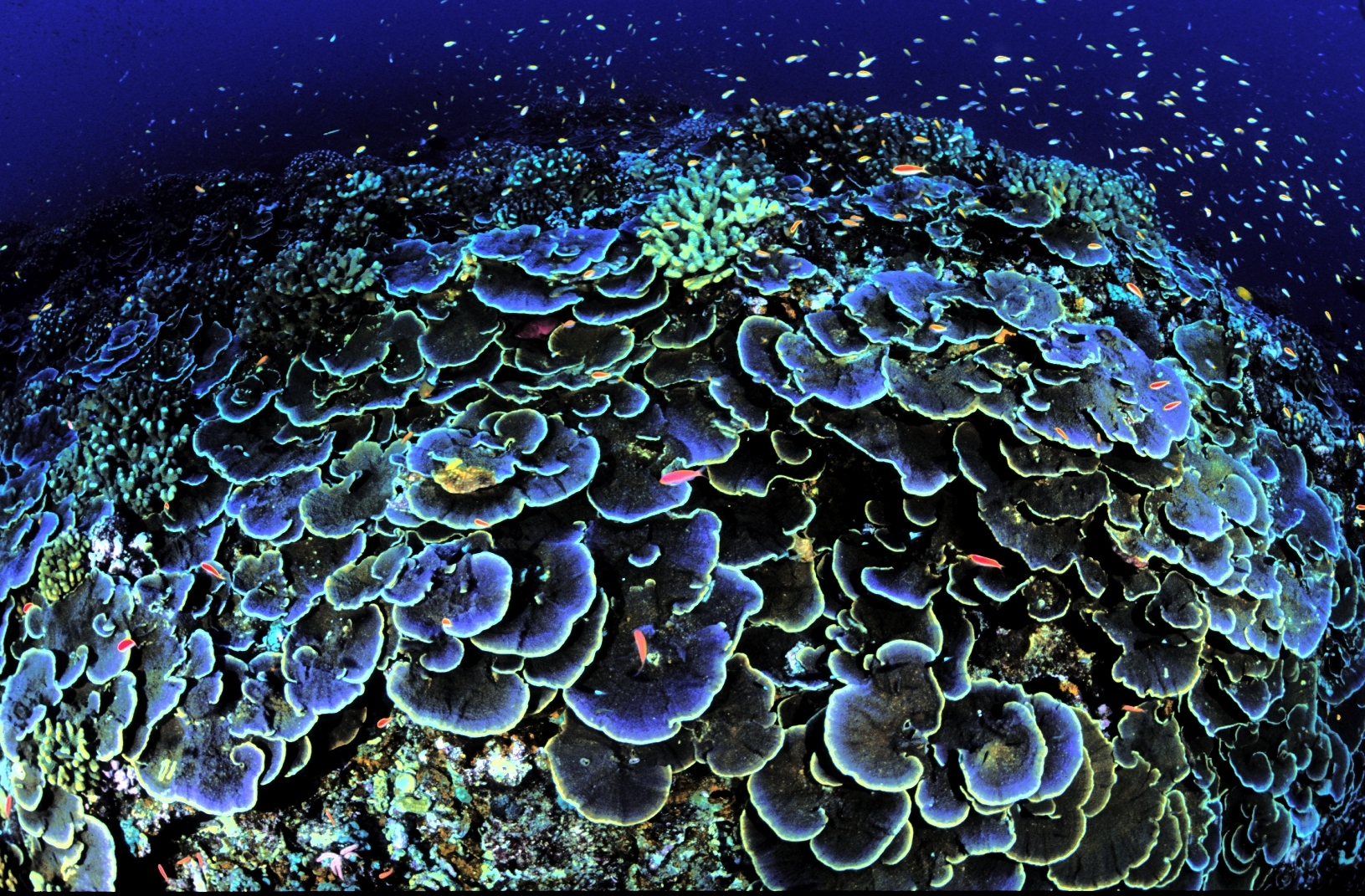
Corail foliacé (Montipora aequituberculata).
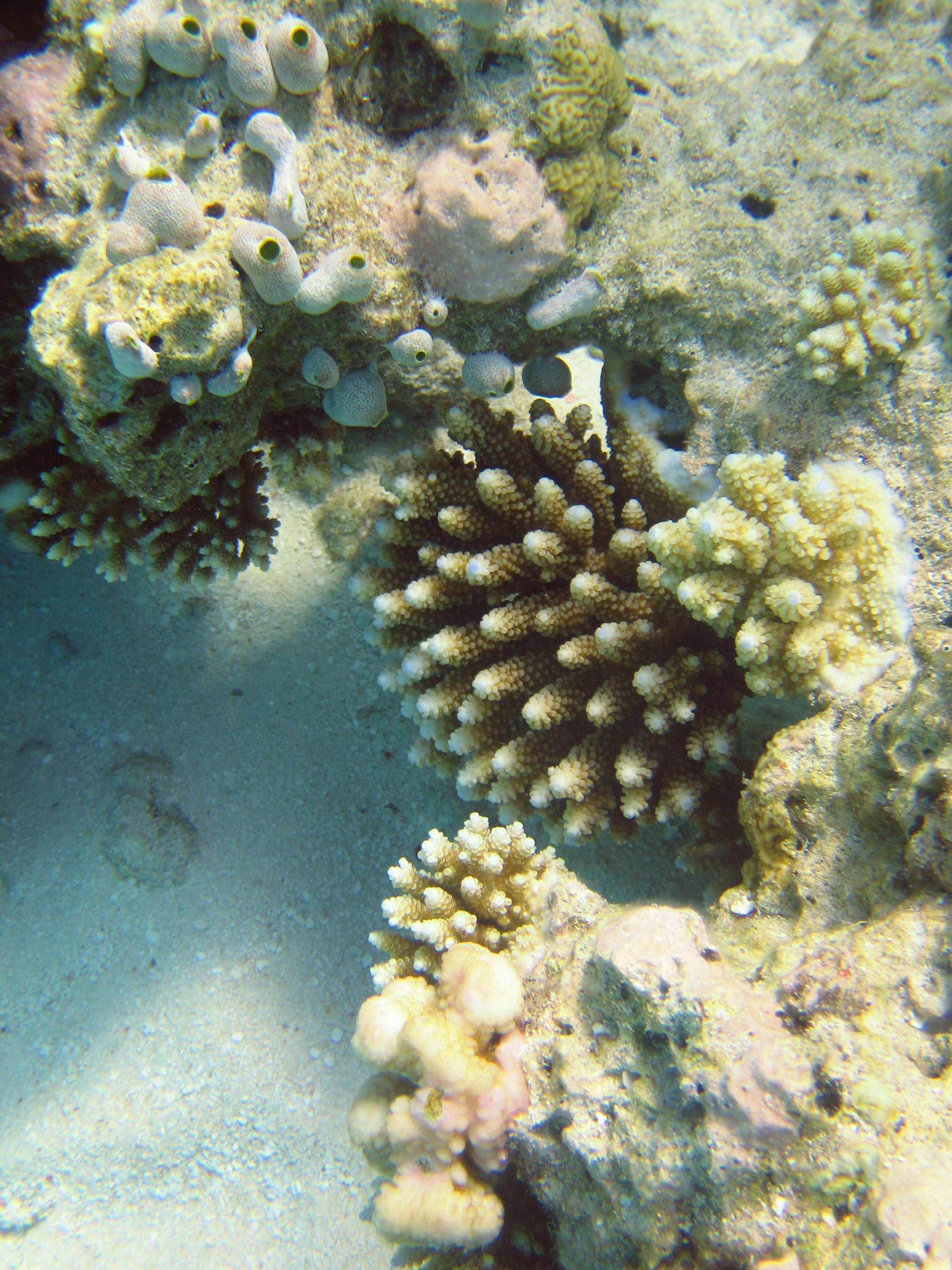
Corail digitiforme dans les milieux battus tels que les crêtes récifales (Corail vinaigrier).

## Classification en aquariophilie

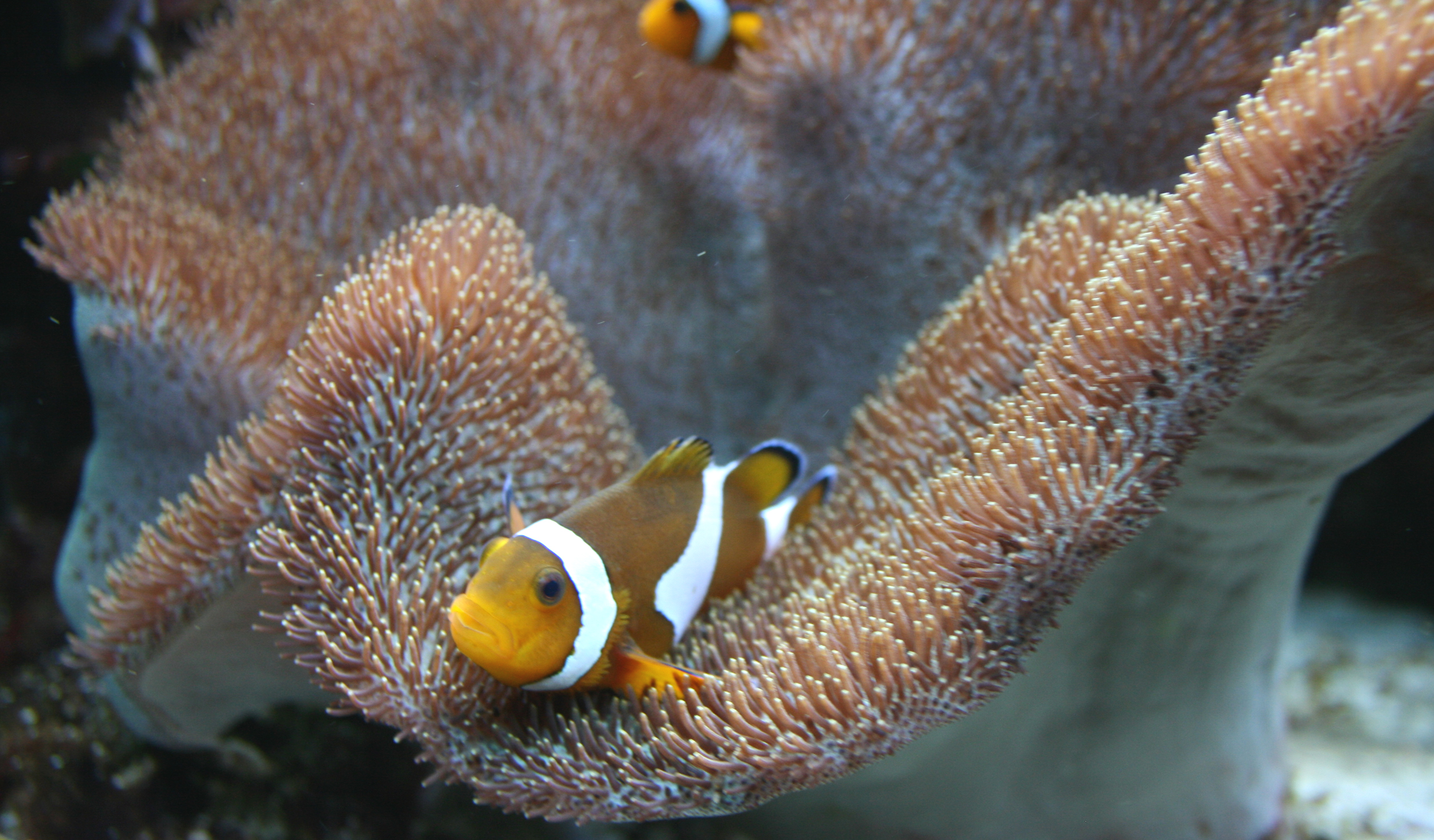
Corail mou (Sarcophyton glaucum).

En aquariophilie récifale, on distingue couramment trois catégories de coraux disponible à la vente : 
- les coraux mous
- les coraux durs à petits polypes, en anglais : Small Polyps Stony corals ou Small Polyps Scleractinians (SPS), par exemple : Acropora spp.
- les coraux durs à grands polypes, en anglais : Large Polyps Stony corals ou Large Polyps Scleractinians (LPS), par exemple : Euphyllia spp.

Toutes ces classifications sont cependant paraphylétiques.

## Symbolique

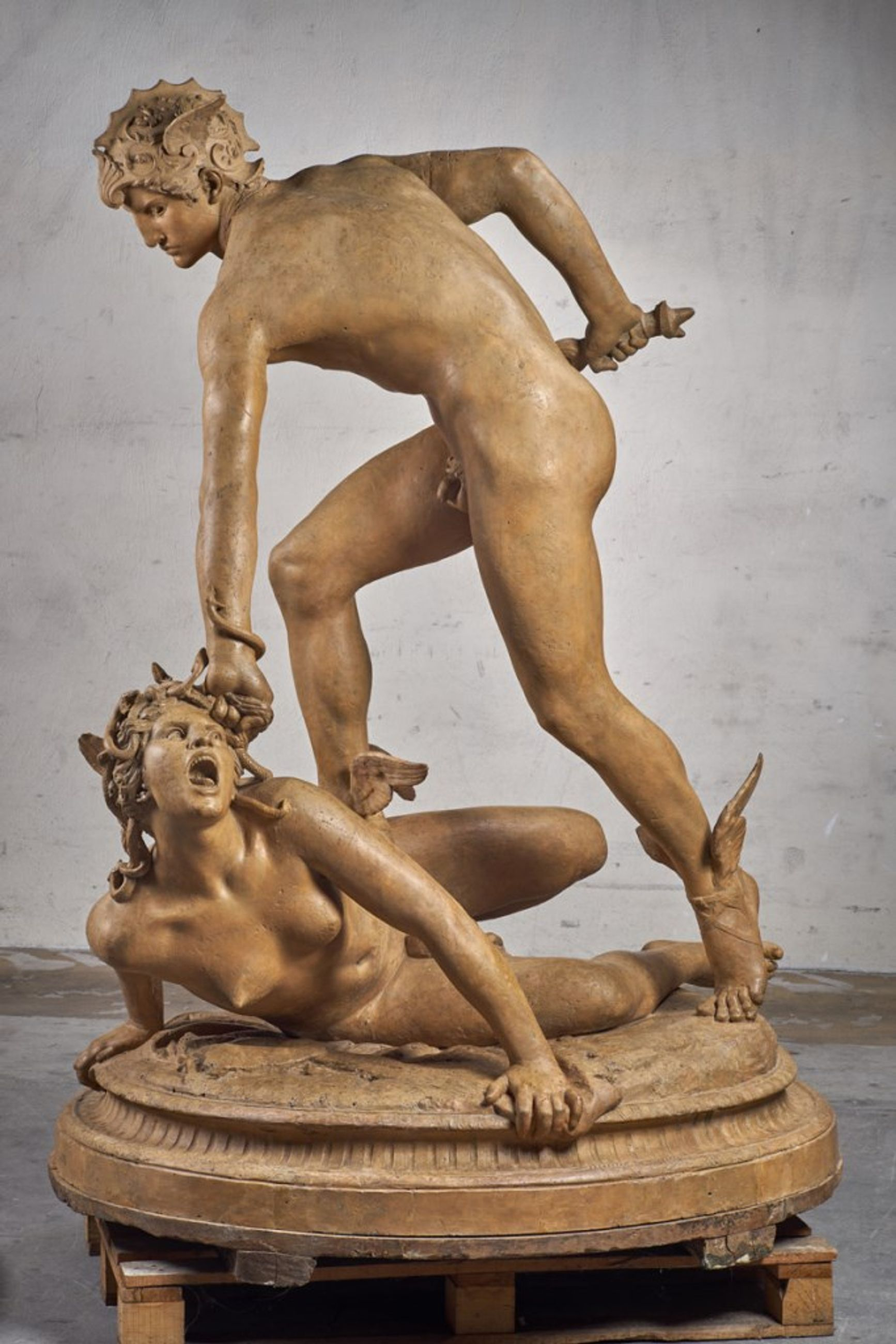
Persée décapitant Gorgone, L.-H. Marqueste, v. 1875

### Origines du corail selon la mythologie grecque
Dans les Métamorphoses, Ovide profite de l'histoire de Persée et d'Andromède pour donner une signification à l’origine de la nature du corail, tout comme il était de coutume dans l'Antiquité d'expliquer par la mythologie grecque les différents phénomènes scientifiquement incompris à cette époque. 
Au moment de la décapitation, le sang qui coule de la tête de Méduse est pétrifié et changé en corail. Après avoir vaincu le monstre marin et sauvé la princesse Andromède, le héros Persée est acclamé par tout le peuple d’Éthiopie. Il prend alors bien soin de poser la tête de Méduse sur un lit de varech, face contre sol afin que son pouvoir ne soit dangereux pour personne dans la foule. Mais le regard de la Gorgone est éternel même après sa mort et il ne s’arrête pas à un lit d'algue. Il agit sur les végétaux alentour, les changeant en pierre. Ainsi Ovide explique la propriété du corail, considéré comme un végétal à l'époque, de se durcir à l’air, d’une façon poétique et naïve. 
Le corail se dit en grec ancien gorgoneia (γοργονεία) car Méduse est l'une des trois Gorgones.

### Croyances et superstitions
« Suivant le glissement fréquent du mythe antique au mystère chrétien, le corail rouge devient dans l’iconographie catholique symbole du sang du Christ et de la Rédemption. De là lui sont attribuées des propriétés magiques ». Utilisé en talisman, on lui prête une fonction apotropaïque. Au Moyen Âge, on a pour habitude de cacher dans sa bourse ou dans sa poche un morceau de corail qui devient alors un talisman contre la sorcellerie.  On lui reconnaît le pouvoir de résoudre les problèmes de saignement (en le réduisant en « cendre » de corail, suivant les critères de la médecine homéopathique pour fabriquer une pommade à usage hémostatique), « de fertilité et même à la Renaissance, le don de détecter le poison dans la nourriture ».
Une coutume de protection des enfants consiste à leur mettre autour du cou ou placer sur leur robe, une branche de corail montée sur un métal tel que l'or, en vertu du préjugé apotropaïque qui a duré jusqu'au XXe siècle. 
Le corail est également considéré comme ayant une fonction funéraire, comme un viatique pour les morts dans l'au-delà.
D'une manière générale, selon la « symbolique des pierres », le corail protège son possesseur, calme les émotions et rétablit la paix intérieure. Il est le garant de récoltes fertiles et sert à éloigner la foudre des bateaux.
En Chine antique, les coraux étaient symbole de richesse et d’un statut social élevé. 
Les Indiens d’Amérique considèrent le corail comme une pierre sacrée ; il symbolise « l’énergie de la force vitale » et protège du mauvais œil.

### Dans la tradition populaire
Les noces de corail symbolisent les 11 ans de mariage dans le folklore français.

## Joaillerie et objets d'art

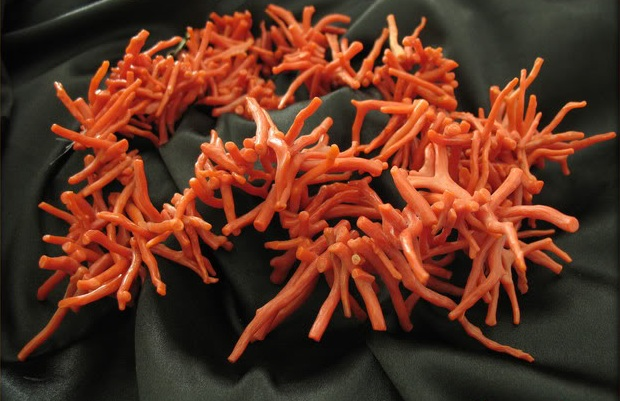
Corail rouge en joaillerie (Algérie).

Les principales espèces utilisées en joaillerie ne sont pas des coraux scleractiniaires mais des gorgones : le corail rouge (Corallium rubrum) et le corail du Japon (Corallium japonicum).
Les joailliers perpétuent la mythologie grecque associée aux coraux, en les répartissant en catégories plus ou moins cotées : coraux écume de sang, fleur de sang, premier, second, troisième sang, etc.
Matériau très prisé, on utilise ce corail rouge aussi bien dans sa forme naturelle que sculptée pour créer des objets d’art complexes depuis l'époque antique. Pline (Ier siècle), dans son Naturalis Historia, se réfère à la coutume pratiquée par les Gaulois de parer leurs armes et armures de coraux capturés dans les mers de Sicile et de Sardaigne. « La production d’œuvres d’art en corail est documentée à la Renaissance dans plusieurs centres européens dont Landshut en Bavière, l'Espagne et la Sicile. Du fait de sa rareté, de ses vertus et de l’intérêt grandissant pour les sciences naturelles en Europe, le corail devient un des matériaux les plus appréciés pour la création d’objets d’art destinés aux cabinets de curiosités princiers.
Le plus fameux des centres de production d’œuvres en corail, par sa qualité et sa finesse d'exécution est Trapani en Sicile. Elle doit son essor à la Cour du Vice-roi qui commande aux artisans toutes sortes de fantaisies. La production de Trapani se caractérise par l’emploi de petits éléments de corail sculptés de différentes formes, montés ensuite sur des supports de cuivre doré et parfois associé à des émaux afin d'obtenir des effets variés. Par sa position géographique et ses riches ressources naturelles incluant de grands récifs coralliens, Trapani devient l’un des principaux ports commerciaux de la mer Méditerranée. La croissance d’une classe prospère de marchands, alliée à un riche clergé, contribue au développement à grande échelle de l'orfèvrerie et du travail du corail dès le XVIe siècle. L’installation en 1628 dans la ville de la guilde des artisans du corail, le Arte dei corallari, témoigne de la forte demande pour ces objets. Les objets en corail, majoritairement religieux, tels que les crucifix, les capezalle, les monstrances, les objets et vêtements liturgiques, les bénitiers et les autels, étaient surtout acquis par les trésors des églises, tandis que les objets profanes, tels que les cadres de miroir, les tazze ou les vases, les objets usuels ou le mobilier miniature étaient acquis par les cours et les membres de la noblesse. Le corail, considéré comme précieux et rare au XVIe siècle, était offert en tant que cadeau diplomatique à travers les cours européennes ».
Le prix très élevé du corail rouge en joaillerie a entraîné sa disparition presque totale sur les côtes françaises et italiennes à des profondeurs de moins de 10 m. Si l'espèce est aujourd'hui protégée, la lenteur de sa croissance n'a pas encore permis une recolonisation significative, d'autant que la pêche illégale est encore florissante, notamment en Corse.

## Menaces

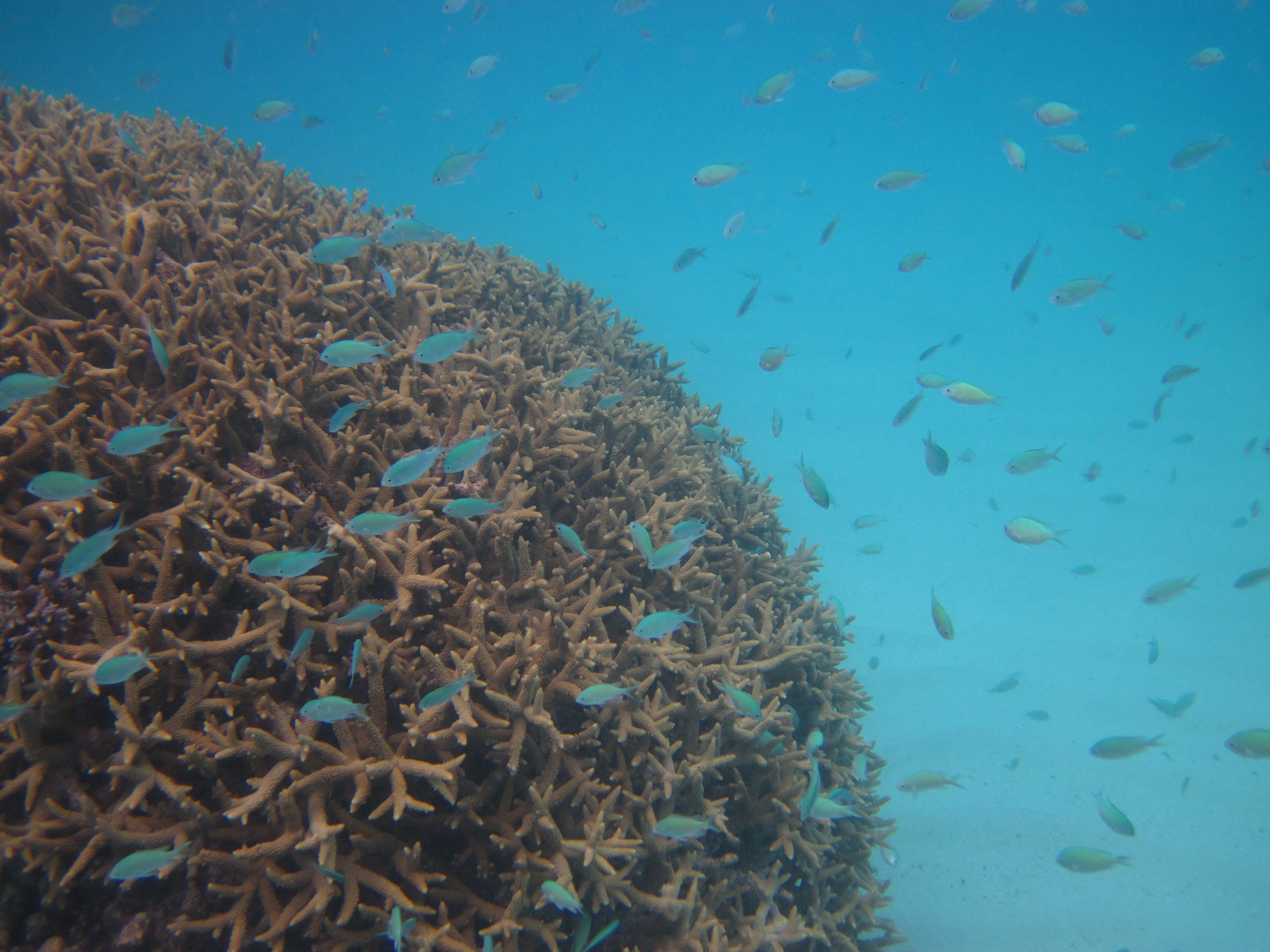
Acropora formosa.

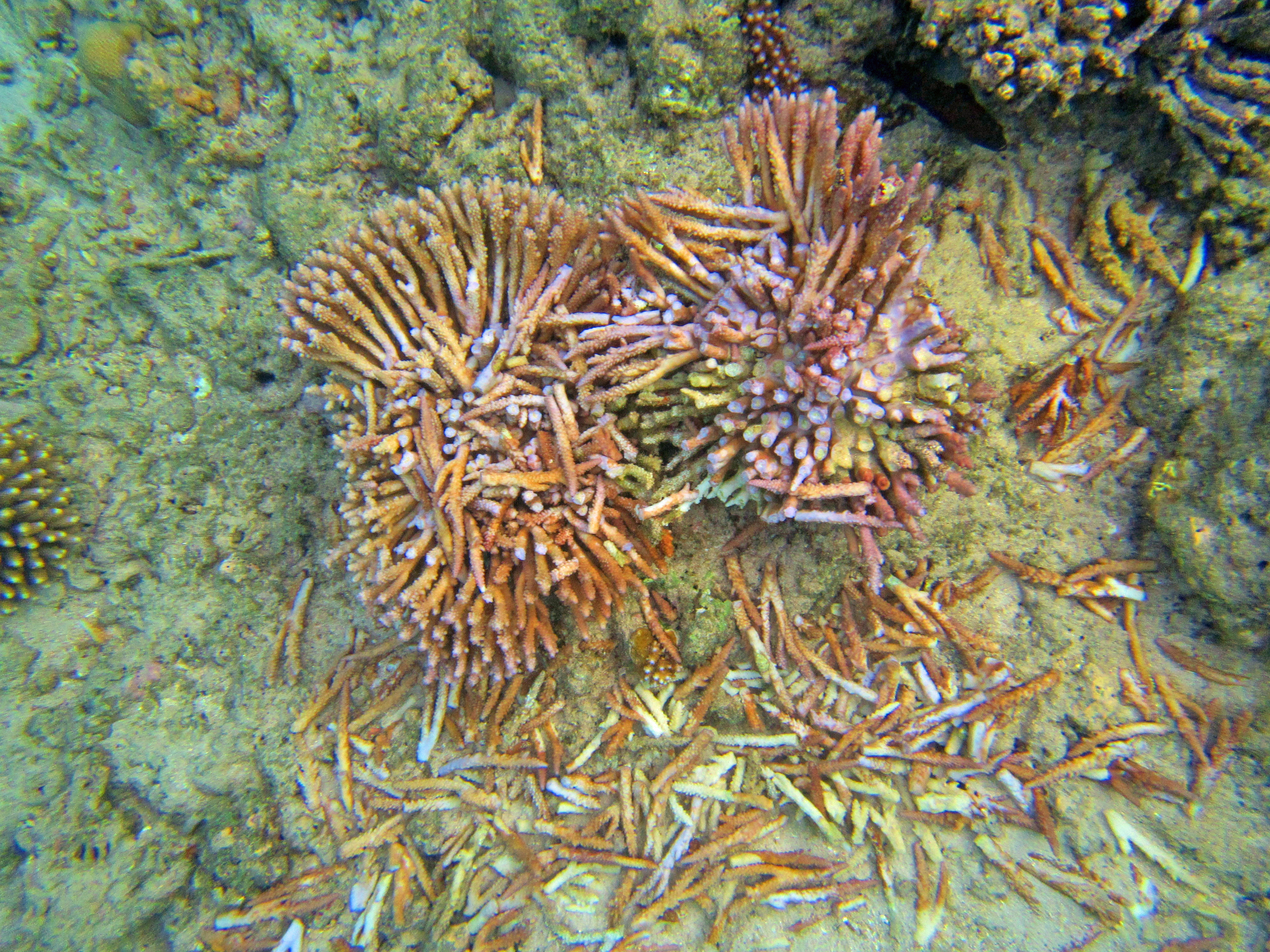
Une colonie de corail fracassée, par une ancre ou par un baigneur maladroit, à Mayotte. Si elle survit, elle mettra plusieurs longues années à se reconstituer.

Les récifs coralliens (et les services écosystémiques qu'ils assurent) sont en situation de crise écologique ou de stress partout dans le monde.

Environ 50 % des récifs coralliens du monde sont morts au cours des 40 dernières années,, et environ 60 % de ceux qui subsistent sont en danger à cause de l'homme, surtout en Asie du Sud. Au rythme des années 2000, plus de 50 % des récifs coralliens de la planète risquent d'être détruits d'ici à 2030. L'ONU, l'Europe et de nombreux États appellent à les protéger et/ou ont voté des textes ou lois en faveur de leur protection.
La Grande Barrière de corail a perdu plus de la moitié de ses coraux entre 1987 et 2014.
La vitesse de croissance très lente des coraux, leurs besoins écologiques très particuliers et leur mode de vie sédentaire les rendent d'autant plus fragiles, et empêchent les populations de se reconstituer rapidement après une catastrophe. 
Plusieurs causes semblent conjuguer leurs effets négatifs pour les coraux :

### Surexploitation et effets indirects de la pêche
Des coraux comme le corail rouge sont très menacés (là où ils n'ont pas déjà disparu) par leur exploitation pour la bijouterie. En effet, la vitesse de croissance extrêmement lente du corail rouge ne permet pas d'exploitation durable, et dès l'Antiquité Pline l'ancien déplorait « Maintenant l'exportation rend cette matière si rare, qu'on ne la voit plus guère dans les pays qui la produisent ». L'invention de la plongée sous-marine au XXe siècle a permis une exploitation extrêmement intense en Méditerranée, jusqu'à des profondeurs importantes, mettant toute l'espèce en péril. 
Les coraux ont ensuite été victimes à la fin du XXe siècle du chalutage dans les zones froides, tempérées et plus chaudes et du plateau continental ; la surpêche et la pêche à l'explosif endommagent aussi respectivement le fonctionnement écologique (collapsus écologiques locaux) et les équilibres des récifs, et les coraux eux-mêmes. Des déséquilibres entre poissons organismes carnivores et herbivores peuvent aussi, surtout en contexte eutrophe favoriser la croissance de biofilms de microalgues et de tapis algues susceptibles d'étouffer les récifs (en apportant des microbes avec lesquels les coraux ne sont normalement pas en contact, et/ou par simple compétition avec les coraux) les récifs coralliens, algues brunes notamment,, en modifiant les équilibres et complémentarités des espèces du récif. Les algues ont des effets contrastés sur certains coraux massifs, par exemple les porites (coraux massifs) semblent assez peu affectés par les tapis plurispécifiques d'algues, mais ils sont tués par les tapis d'algues rouges Anotrichium,.
Plus rarement, et parfois a priori à la suite de déséquilibres induits par l'homme, certaines macroalgues entrent en compétition avec les coraux, avec les scléractiniaires (coraux durs) notamment. Parfois, les macroalgues semblent être "neutres" à l'égard du récif, voire développer des effets positifs à son égard,. Morse et al. en 1988 ont montré que certaines espèces d'algues encroutantes sont nécessaires au récif car les molécules qu'elles émettent déclenchent la métamorphose de la larve de corail, et lui indiquent où se fixer afin de trouver un environnement permettant sa survie, or ces algues sont vulnérables au cuivre et au tributylétain (notamment relâché dans l'eau par les antifoolings) et à d'autres polluants (désherbants par exemple). Inversement, dans certains cas d'autres espèces d'algues pourraient interagir négativement avec les zooxantelles de manière allélopathique.

### Destruction directe et volontaire
Localement, la création de ports, le creusement de canaux et l'accès aux îles et baies sont des sources de dégradation des écosystèmes coralliens. Le corail et le sable corallien sont en outre de plus en plus utilisés comme source de calcaire et pour la construction dans de nombreux pays.

### Dépérissement

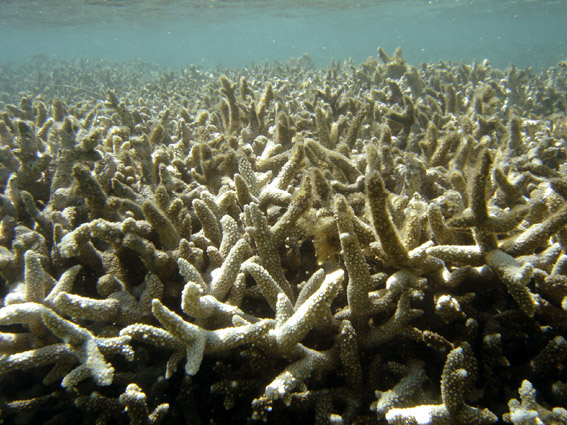
Corail blanchi à La Réunion.

Il est observé à échelle planétaire, et dit blanchiment des coraux car le corail perd sa couleur à la suite de l'expulsion des zooxanthelles avec lesquelles il vit normalement en symbiose. Les causes encore mal comprises du blanchiment peuvent résulter de la conjonction de l'eutrophisation, la pollution, une agriculture intensive (basée sur l'usage de pesticides et d'engrais en partie perdus en mer via le ruissellement et l'évaporation), ou du réchauffement, voire d'un début de montée trop rapide des océans, ou localement de la présence de polluants issus de munitions immergées, chacun de ces facteurs prenant une part plus ou moins importante selon la situation géographique. Certaines espèces peuvent survivre quelques mois après avoir expulsé leurs zooxanthelles (3-4 mois à Mayotte ; 7 mois en Floride). 
On a localement et parfois constaté une recolonisation par les zooxanthelles de coraux blanchis. La mortalité est considérée comme certaine quand une colonie blanchie a secondairement été recouverte par un feutrage d’algues filamenteuses, après quelques semaines ou mois. Les Acropores semblent les plus sensibles au blanchissement (30 % sont morts en 1991 dans l’Archipel de la Société). Les effets de l'acidification des océans sont encore à venir et mal compris ; on a trouvé quelques coraux résistants à des sources sous-marines naturellement acides le long de la côte de la péninsule du Yucatán (Mexique), mais ils ne forment que de petites colonies éparses et inégalement réparties, sans former de récifs complexes tels que ceux qui composent les barrières coralliennes et le système méso-américaine proche des barrières de Corail.

### Turbidité et eutrophisation
L'impact des dépôts de sédiments apportés par une eau turbide est discutée. En effet, quand ces sédiments en suspension ne sont pas anormalement pollués, et au moins pour certaines espèces de corail, le corail récifal peut aussi parfois se nourrir de ces particules. Si les récifs coralliens comptent parmi les écosystèmes marins les plus productifs au monde, alors qu'on les trouve souvent dans des eaux plutôt oligotrophes, c'est certes en raison de leur aptitude (notamment grâce à leur endosymbiose avec les zooxanthelles) à utiliser des ressources alimentaires variées (zooplancton, phytoplancton, matières organiques dissoutes), c'est peut-être aussi grâce à l'aptitude de certains coraux à les extraire de l'eau et les consommer.
La sédimentation est cependant un facteur de stress reconnu pour la plupart des coraux, en inhibant la plupart de leurs modes d'alimentation, de diverses manières dont en empêchant les algues symbiotes d'accéder à la lumière nécessaire à la photosynthèse. Des travaux récents montrent que des dépôts accrus de sédiments sur certains coraux (induits par leur morphologie) sont aussi utilisé par ces coraux pour se nourrir. Un suivi de la cinétique de la matière organique de sédiments en suspension (par des marqueurs fluorescence) montre qu'ils sont ingérés par les cellules du corail Fungia horrida Dana 1846 (C'est la première preuve concrète de la capacité de certains coraux à ingérer et digérer la fraction organique du sédiment en suspension dans l'eau. Quand il est propre, le sédiment pourrait avoir un rôle positif pour ces coraux, mais quand il est pollué, ils pourraient être encore plus vulnérables à certains polluants, souvent piégés sur ou dans le sédiment.

### Prédateurs et équilibre de prédation

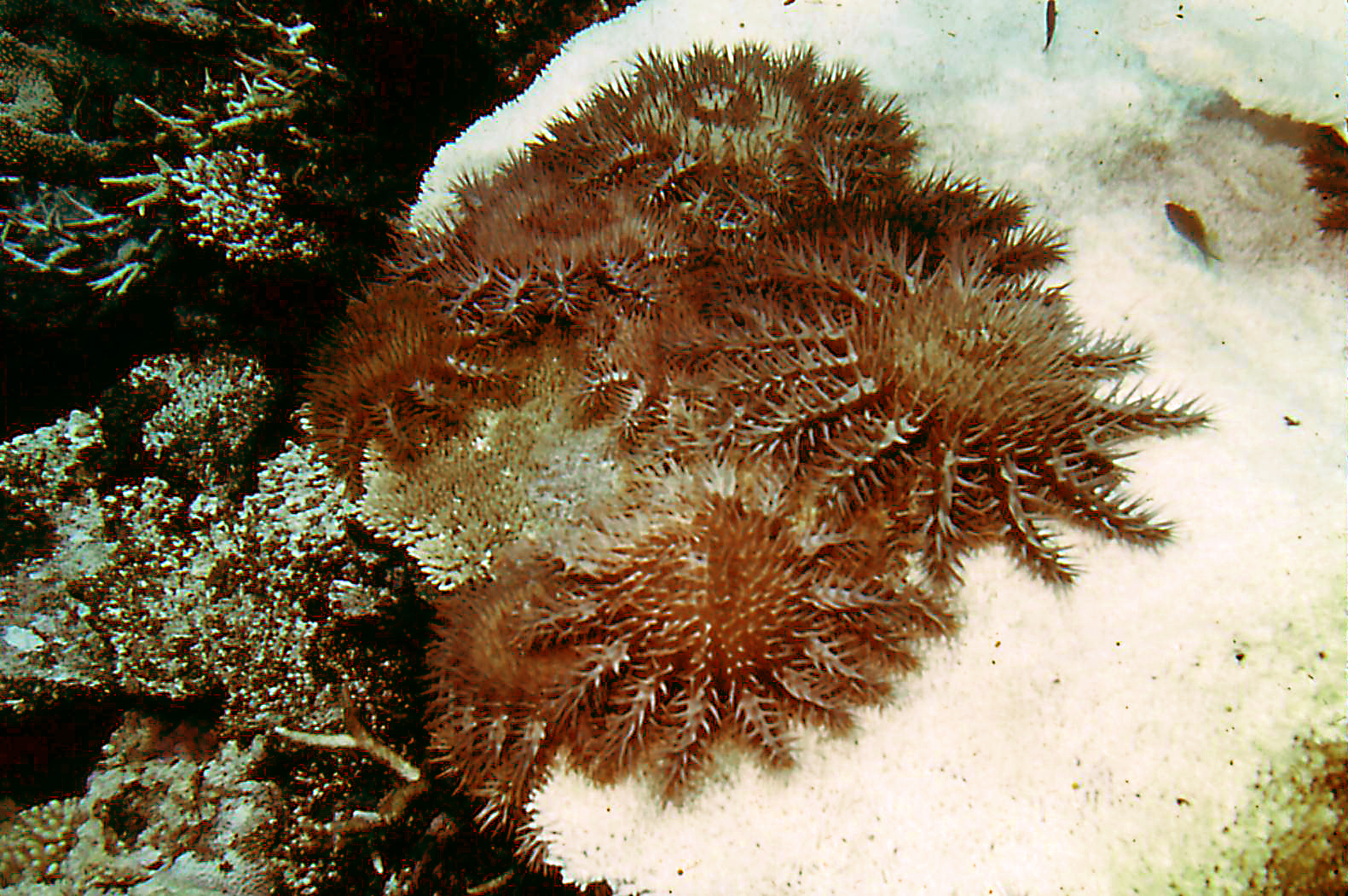
Groupe d'acanthasters finissant un acropora tabulaire en Australie.

Plusieurs animaux sont capables de se nourrir de corail, comme les poissons-papillons ou surtout les poissons-perroquets, mais aussi des mollusques comme les gastéropodes du genre Drupella. Généralement, leur activité est en équilibre avec la croissance du corail, et permet un bon renouvellement des populations et assure la biodiversité du récif en consommant en priorité le corail à croissance rapide, au profit des coraux à croissance lente.
Cependant, depuis les années 1970 des invasions spectaculaires d'étoiles de mer dévoreuses de corail, Acanthaster planci, provoquent des mortalités massives et brutales de grandes quantités de corail, ravageant parfois des côtes entières notamment en Australie, au Japon et en Indonésie. Ces invasions semblent être de plus en plus fréquentes et brutales, et inquiètent d'autant plus les scientifiques que les causes en sont encore mal connues.
Plusieurs autres étoiles de mer consomment du corail en quantités plus modestes, comme celles du genre Culcita ou de nombreuses espèces abyssales comme celles du genre Evoplosoma. 

### Métaux toxiques

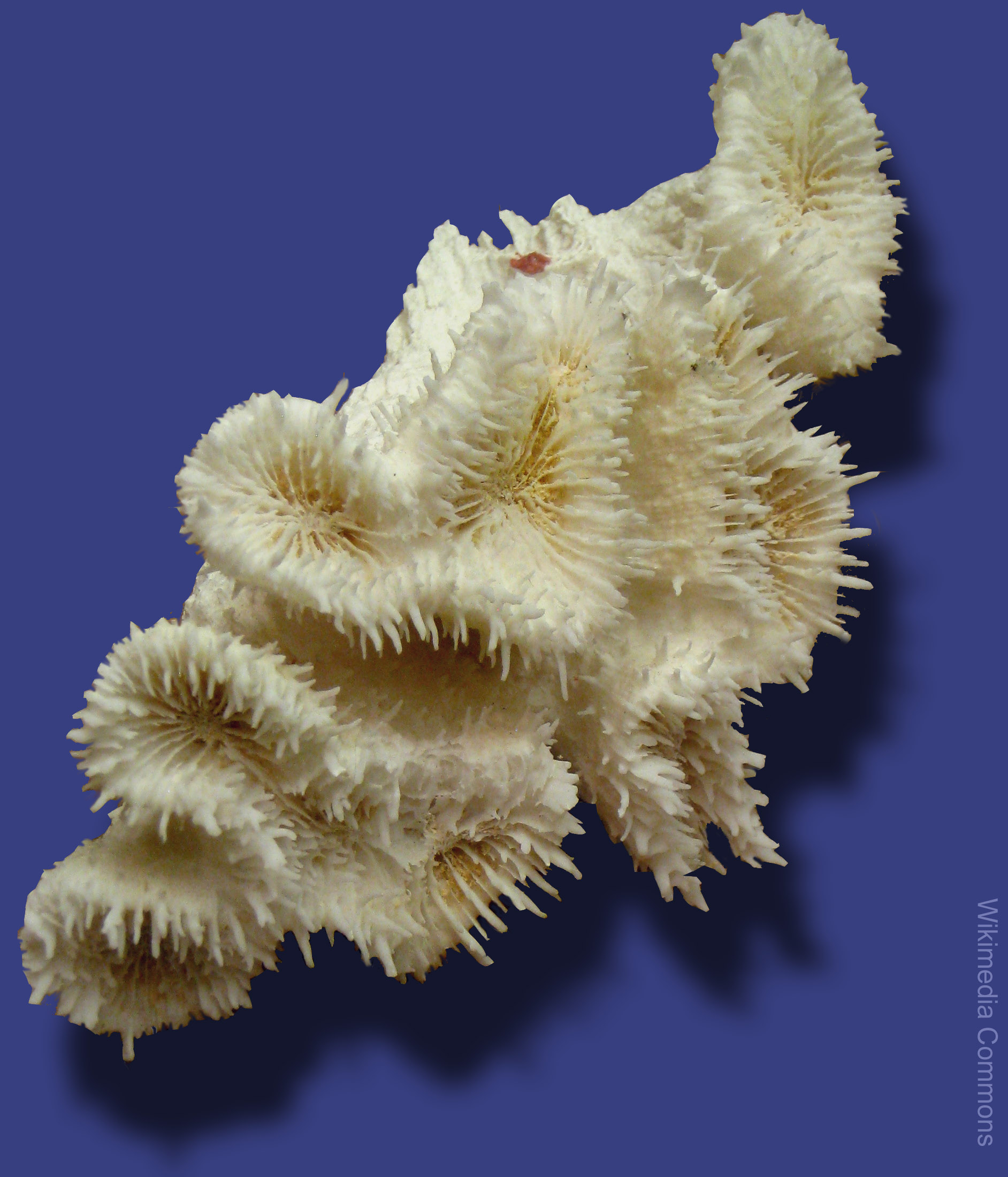
Le « squelette » et les organismes de certains coraux se montrent plus chargés en métaux lourds que d'autres.
C'est le cas par exemple de Lobophyllia corymbosa (ci-dessus). Les espèces de coraux formant des colonies aux formes plus complexes semblent absorber de plus grandes quantités de ces métaux.

Des métaux lourds sont présents en mer. Ils sont issus des remontées volcaniques, d'apports terrigènes naturels et surtout anthropiques depuis quelques décennies, de dépôts aériens ou encore de la dissolution naturelle des roches immergées. Ces métaux sont plus ou moins sélectivement absorbés et concentrés par les coraux qui détoxiquent le milieu, mais éventuellement en s'empoisonnant. Selon une étude faite dans l'archipel de Lakshadweep (océan Indien), la morphologie des différentes familles, genre et espèce influe sur cette capacité. Les coraux massifs (ex Porites andrewsi) absorbent moins les métaux que les coraux rameux ou ramifiés (ex : Lobophyllia corymbosa, Acropora formosa et Psammocora contigua) ou foliacées (Montipora digitata). Dans les squelettes coralliens de cette région, les taux de métaux les plus élevées - pour tous les métaux traces sauf Zn - ont été rapportées chez les coraux en rameaux. Dans les tissus vivants, tous les métaux (indispensables, non essentiels, ou écotoxiques) étaient plus concentrés chez les coraux en formes de branches. Indépendamment de leurs caractéristiques de croissance et forme, toutes les espèces étudiées, sauf P. contigua présentaient des taux de Pb, Ni, Mn et Cd plus élevés dans leur squelette que dans leurs tissus, ce qui laisse penser que le squelette est utilisé pour détoxiquer les organismes de métaux hautement toxiques tels que Cd et Pb. De manière générale, les métaux se montrent plus mobiles et toxiques dans les contextes acides.

### Menace écosystémique
Elle est planétaire, résultant des effets combinés du réchauffement des eaux de surface, de la montée de la mer et de l'acidification des océans, le tout associé à une hausse continue des émissions de gaz à effet de serre. Le dérèglement climatique est une source de stress pour les coraux. En 1998, 16 % des récifs coralliens du monde seraient morts à cause de température d'eau trop élevées qui semblent déjà mettre à mal la capacité de résilience écologique des coraux.
En 1983, l’épisode El Niño – Oscillation australe aurait en mer de Java induit la mort de 80 à 90 % des coraux.
Fin 2006, au moins 40 % des coraux de Martinique sont morts du blanchiment observé en 2005. Certaines études, probablement à confirmer, indiquent que les produits de protection solaire utilisés par les baigneurs seraient également responsables de la destruction des coraux, pour une part non négligeable. Les déchets plastiques augmentent aussi les risques de maladie des récifs coralliens. De 1955 à 2007 dans les Caraïbes, 32 à 72 % des poissons des récifs auraient disparu, avec une réduction du stock de 2,5 à 6 % par an depuis 1995.

## Projets de conservation
La coraliculture est la culture du corail ; si elle fait la joie des aquariophiles, elle présente d'abord un intérêt pour les scientifiques. En effet, dans le but de contribuer aux préservation, restauration et conservation des organismes coralliens, des scientifiques de diverses spécialités étudient les stratégies impliquant la coraliculture. Près de 90 espèces sont ainsi élevées à travers le monde,. Des projets de transplantation de corail à grande échelle dans des zones dégradées se développent dans certains pays, parfois avec succès. Des associations telles que la Coral Reef Alliance, Reef Check ou Coral Guardian organisent également un suivi de l'état des récifs à des fins de conservation et de prévention des menaces. En France, il existe en particulier l'IFRECOR (Initiative française pour les récifs coralliens, qui dépend du Ministère de l’Écologie.
Un programme de cryoconservation des coraux (spermatozoïdes, ovules, larves et microfragments) a par ailleurs été créé en 2004 à la Smithsonian Institution de Washington. Début 2018, il n'est encore opérationnel que pour les spermatozoïdes.
Une technique simple et efficace de réhabilitation par bouturage naturel a été mise au point par Anuar Abdullah, fondateur de l'association Ocean Quest.
À Cuba, la réserve naturelle des Jardins de la reine, qui comprend près de 150 kilomètres d’îles, de récifs et de mangroves, accueille un récif corallien parmi les mieux préservés au monde.
Soutenus par la princesse Caroline de Hanovre, la maison Chanel et le Centre scientifique de Monaco se sont associés pour la préservation des coraux rouges de méditerranée depuis 2019. Une Unité de recherche sur la biologie des coraux précieux (Corail rouge de Méditerranée, ou Corallium rubrum) propose des solutions innovantes[Lesquelles ?] pour aider à sa conservation.